# Китайско-российские отношения на Дальнем Востоке
Китайско-российские отношения на Дальнем Востоке — двусторонние взаимоотношения между Китаем и Россией в географическом и историко-культурном регионе Дальнего Востока.
Совокупная протяженность сухопутной части российско-китайской границы составляет 650 км, из них почти 600 км пролегает на Дальнем Востоке. К дальневосточным российским приграничным регионам принадлежат Забайкальский, Хабаровский, Приморский края, Амурская область и Еврейская автономная область. С китайской стороны с ними граничат Автономный район Внутренняя Монголия, провинции Хэйлунцзян и Цзилинь.

## История отношений на Дальнем Востоке

### Китайское освоение Дальнего Востока

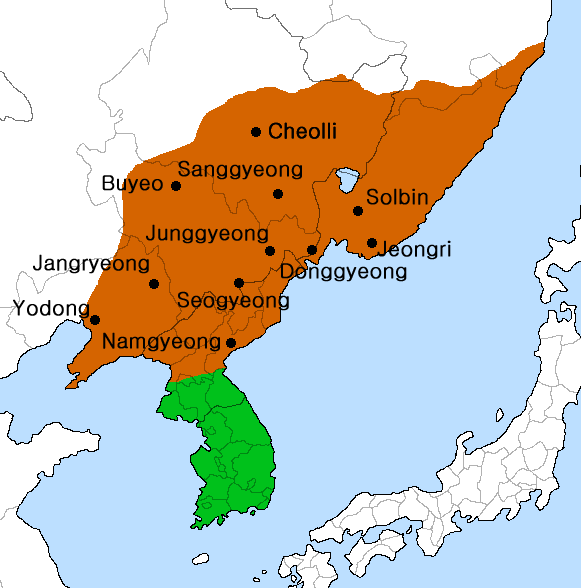
Бохай в 830 году

В 1-м веке до н.э. империя Хань вела завоевательные походы на север. В ходе битвы при Мобэй китайские войска достигли озера Байкал (территория нынешней Бурятии в составе РФ). Также известна история китайского государственного деятеля Су У, в 1-м веке до н.э. отправленного в ссылку на озеро Байкал. В 3-м веке н.э. в китайских рукописях впервые встречается упоминание полярной лисицы, полярного дня и полярной ночи.
С 7-го века часть территории нынешнего российского Дальнего Востока занимало государство Бохай, вассал империи Тан. Бохай занимал в том числе территорию, на которой в последствии будет основан город Владивосток. В 926 году Бохай был покорен империей Ляо, в свою очередь покоренной государством Цзинь в 1125 году, которое в 1234 году было покорено монголами, основавшими империю Юань, в результате распада которой возникла Империя Мин. Китайская историография рассматривает перечисленные государства как часть истории китайской государственности, в том числе как историю вассалов Китая.

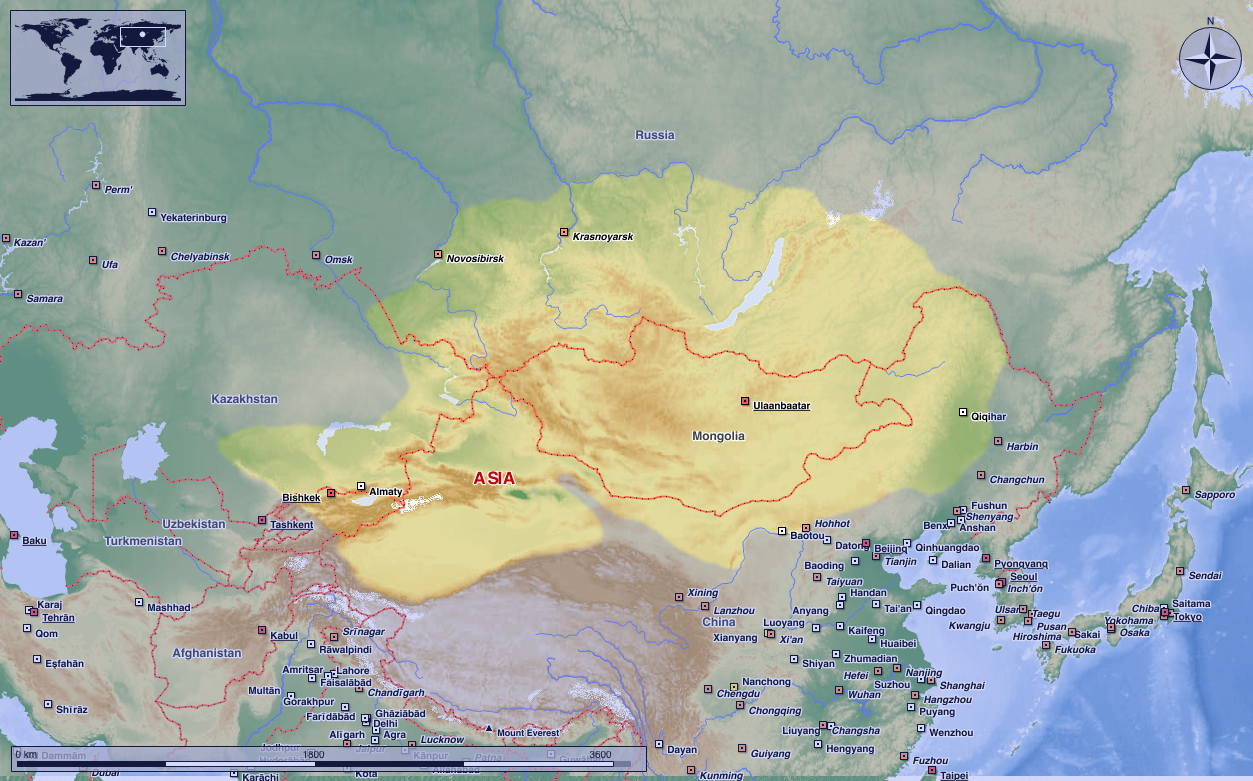
Кыргызский каганат в 9 веке

С 539 по 1218 годы в регионе также существовал вассальный Китаю Кыргызский каганат, на пике простиравшийся от ныне российской Хакасии до Забайкалья. Руководители страны (каганы) вели свое происхождение от ханьского полководца Ли Гуана (李广, династия Западная Хань). C 10-го века столицей государства был Кемиджкет (Хакассия). Также в Хакассии был обнаружен выполненный в китайском стиле Ташебинский дворец, предположительно принадлежавший Ли Лину, внуку Ли Гуана. 
Многочисленные китайские артефакты домонгольского периода были найдены в Республике Алтай, Алтайском и Красноярском крае, в Хакассии, Туве, Прибайкалье, Забайкалье. Особенно богата на китайские артефакты Минусинская котловина, где была собрана крупнейшая за пределами Китая коллекция бронзовых зеркал династии Тан.
Под руководством китайского астронома Го Шоуцзина (1231—1316 гг.) вблизи нынешнего Братска (Иркутская область) была возведена астрономическая обсерватория.

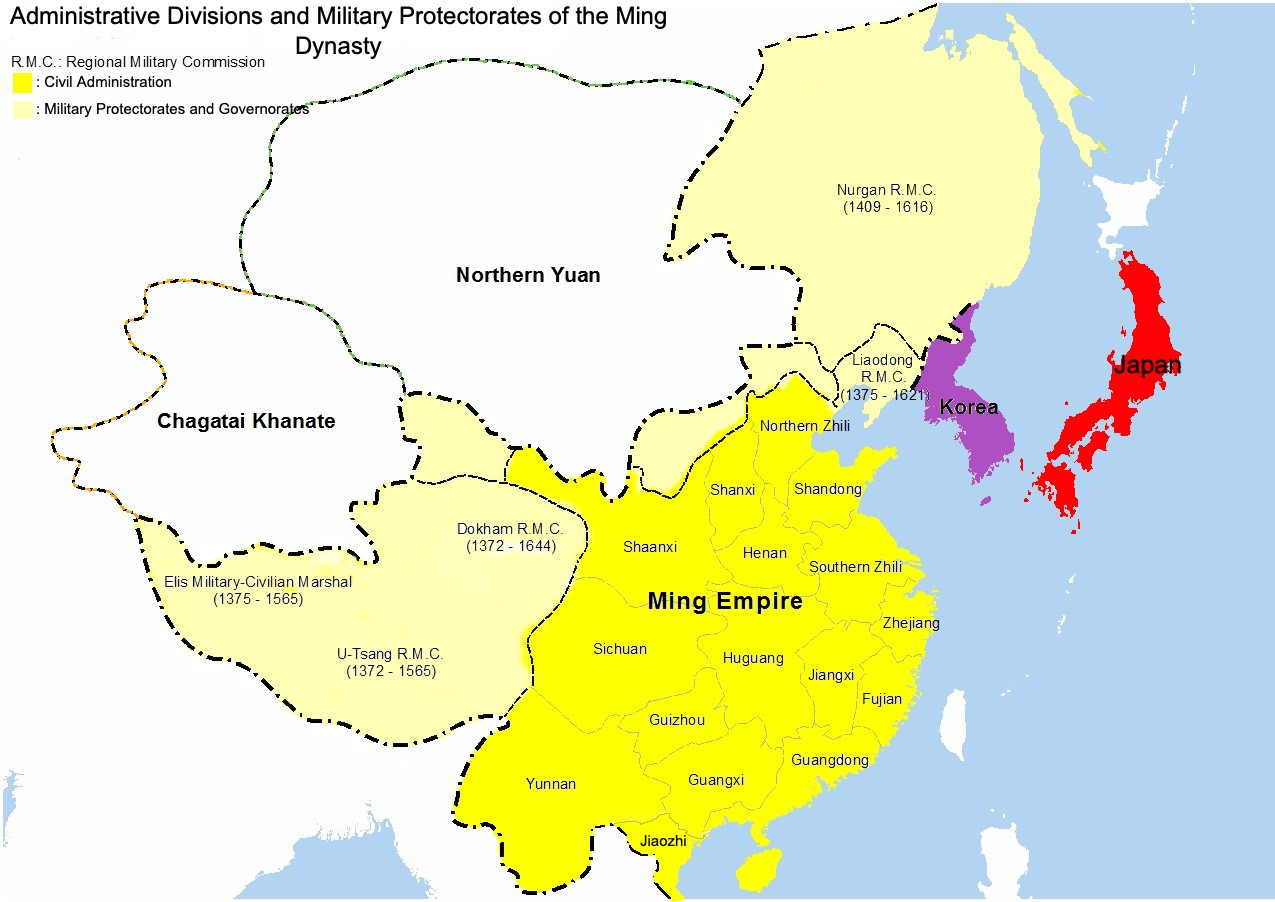
Империя Мин при императоре Юнлэ.
- Гражданская администрация
- Военные протектораты и губернаторства

Император Юнлэ (Империя Мин, 1360—1424 гг.) проводил кампании за подчинение народов Маньчжурии, собирательно известных как чжурчжэней; в частности, флот евнуха-адмирала Ишихи несколько раз спускался по Сунгари и Амуру.
В 1409 году Империя Мин заложила военную заставу провинции Нурган (奴兒干都指揮使司). Застава располагалось близ нынешнего посёлка Тыр Хабаровского края. Застава послужила китайцам отправным пунктом для установления суверенитета над племенами Приамурья, включая племена на острове Сахалин. В частности, дань императору платили айны, в то время жившие на острове.
В 1413 году при заставе был возведен буддийский храм, в честь чего была воздвигнута сохранившаяся до нашего времени Тырская стела. Стела гласит что император приказал евнуху Ишиха «… собрать население прежних племён и предоставить его своему собственному управлению».

### Империя Цин и Российское государство
В 1643—1644 годах в Приамурье появились первые русские землепроходцы во главе с Василием Поярковым. В 1649 году Ерофей Хабаров занял укреплённое селение даурского князя Албазы (阿尔巴西). На месте селения он основал город Албазин, первое русское поселение на Амуре. Местное население (дауры) оказывали сопротивление русским поселенцам, в том числе из-за их требований платить ясак русскому царю, в то время как они уже платили дань «царю Шамшакану» (Шуньчжи, император Империи Цин).

...И они, даурские люди, с башен почали нас стреляти стрелами. И яз, приказной человек, велел толмачам говорить про государское величество, что "<...> вы, князь Гойгудар, да князь Олгодий, да князь Лотодий, будте нашему царю государю и великому князю Алексею Михайловичи всеа Русии послушны и покорны, без драки сдайтесь, и нашему государю ясак давайте по своей мочи; и велит государь вас оберегать от иных орд, кто вам силен". И тот Гойгудар то стал говорить: "Даем де мы ясак богдойскому царю Шамшакану. А вам де се какой ясак у нас? Как де мы бросим последним своим ребенком, дитятем, то де мы вам с себя ясак дадим!".  
— Ерофей Хабаров. Отписка Ерофея Хабарова о походе в Даурию

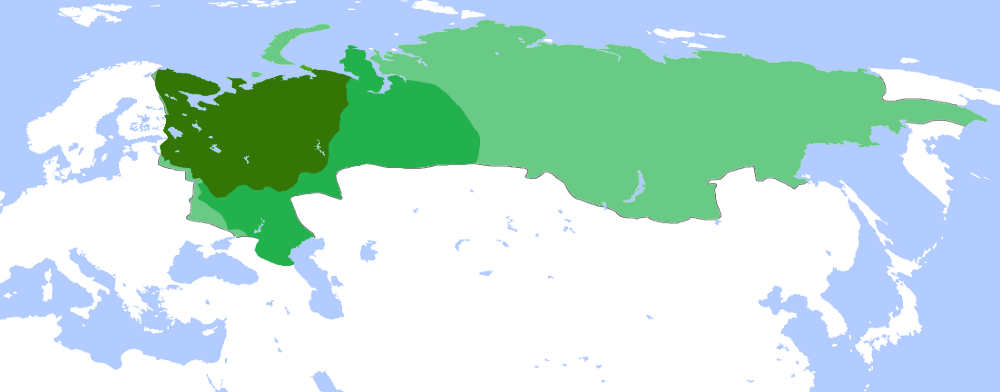
Территория Российского государства в 1500, 1600 и 1700 годах

В 1640—1650 годах сопротивление дауров и других вассалов Империи Цин переросло в пограничный конфликт между Российским государством и Цин. В 1689 году по итогам войны стороны заключили Нерчинский договор, согласно которому Россия признала Приамурье китайскими владениями. В 1727 году стороны заключили Кяхтинский договор о разграничении и торговле. Договор подтвердил условия Нерчинского и Буринского (1727) договоров.
Согласно хроникам династии Цин, нанайцы, нивхи, айны и другие народности, проживавшие на обширных землях нижнего течения рек Амур и Уссури (а также по материковому побережью Японского моря и острова Сахалин) находились под административным контролем канцелярии Саньсинского фудутуна (помощника генерал-губернатора) и рассматривались в качестве "внутренних вассалов". Для удобства местных народов китайская администрация ежегодно учреждала в нижнем течении Амура временные канцелярии и направляла туда чиновников для сбора дани. Первоначально это делалось в районе нынешнего Хабаровска и Николаевска-на-Амуре..

### Империя Цин и Российская Империя

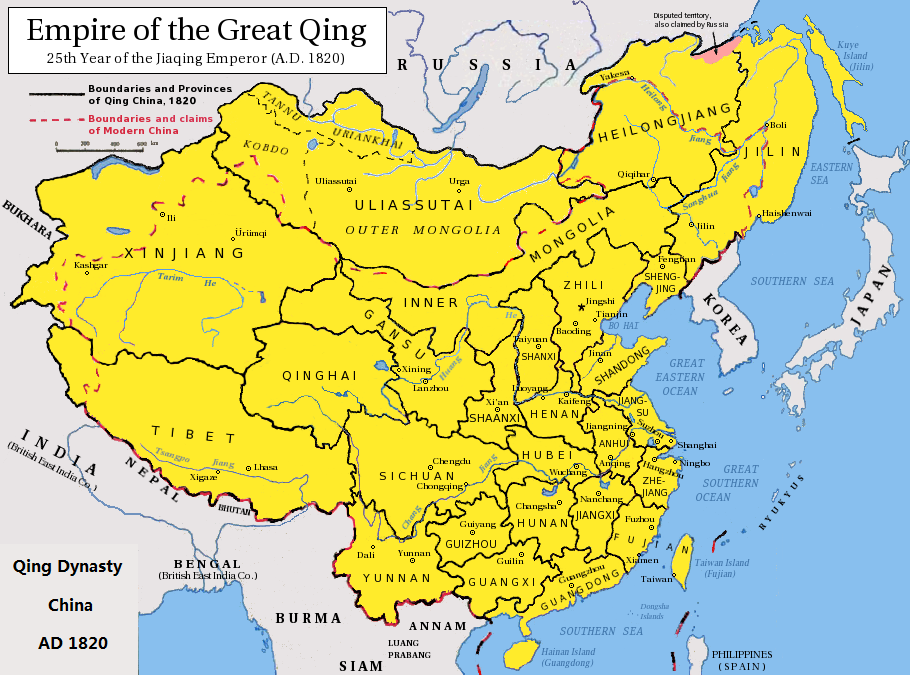
Границы Китая в 1820 году. Китайские владения охватывали ныне российские территории Тывы, ЕАО, Амурской и Сахалинской областей, Хабаровского и Приморского края

В начале 1850-х годов Китай поразил глубокий социально-экономический кризис, сопровождавшийся широкомасштабной крестьянской войной и вооруженной интервенцией западных держав. В 1858 году был заключен Айгунский договор, согласно которому Приамурье вошло в состав России. В китайской историографии договор рассматривается как неравный, так как Империя Цин, ослабленная Опиумными войнами и восстанием тайпинов, была вынуждена пойти на уступки под угрозой России открыть второй фронт. Уже в следующем 1859 году китайский император официально заявил, что заключение Айгунского договора было ошибочным.
В 1867 году среди китайцев, проживавших на отошедших к Российской Империи территориях, начались бунты («Манзовская война»), окончательно подавленные в 1868 году российскими войсками.
После присоединения территорий к Российской Империи, началось их активное заселение славянами. В течение 1858—1914 годов в Приморье переселились 22 122 крестьянские семьи, 70 % которых были выходцами с Украины, при этом их доля в Южно-Уссурийском крае составляла 81,26 % от всех крестьян-переселенцев. С 1861 по 1917 год в Приморье прибыло 245 476 крестьян, которыми было основано 342 селения, и уже к началу февральской революции численность населения Приморья составила 307 332 человек.
Согласно китайским историкам (Люй Ижань и др.), в течение 1895-1900 годов Россия пыталась «постепенно поставить под контроль» правительство Цинского Китая, используя экономические способы и средства. В частности, строительство КВЖД рассматривается ими как «превращение северо-востока Китая в сферу влияния России».
В 1898 году Россия арендовала у Китая часть Ляодунского полуострова, где появились порт Дальний (Далянь) и военная база Порт-Артур.
В июле-августе 1900 года между российскими вооруженными силами и китайскими повстанцами произошли Бои на Амуре. Бои сопровождались погромами китайского населения в городах Приамурья. В частности, в результате Китайского погрома в Благовещенске погибло 3-7 тысяч китайцев.
В 1900 году треть жителей Владивостока составляли китайцы.

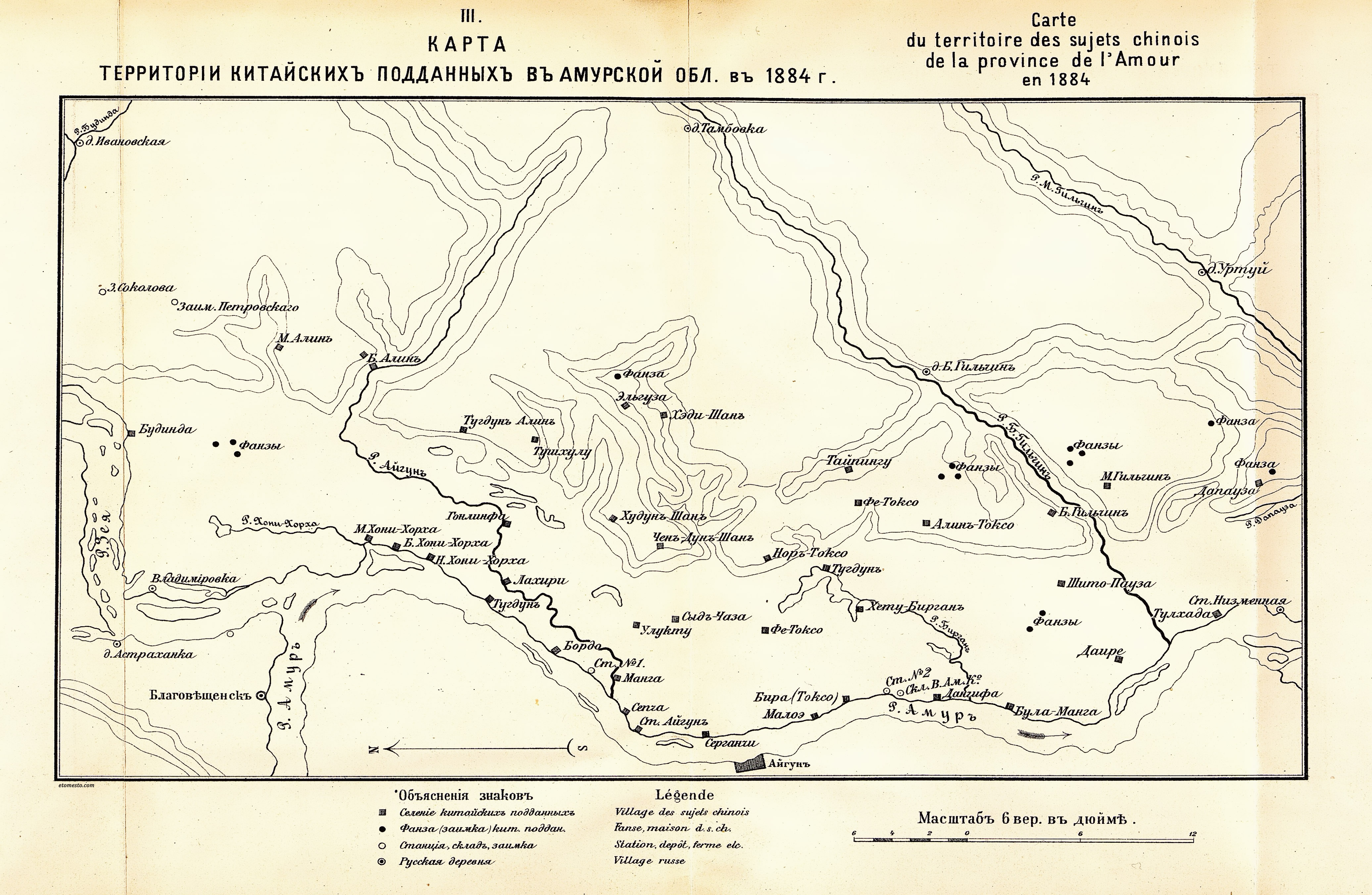
Территории в Амурской области, населённые китайскими подданными в 1884 году

В 1911—1915 годах В. К. Арсеньев по поручению приамурского генерал-губернатора провел несколько экспедиций по борьбе с хунхузами в Уссурийском крае, в результате чего было выселено в Китай "огромное количество" китайцев и корейцев. Арсеньев отмечал что многие географические объекты в регионе всё еще имеют китайские названия:

В Уссурийском крае реки, горы и мысы на берегу моря имеют различные названия. Это произошло оттого, что туземцы называют их по-своему, китайцы — по-своему, а русские, в свою очередь, окрестили их своими именами. Поэтому, чтобы избежать путаницы, следует там, где живут китайцы, придерживаться названий китайских, там, где обитают тазы, не следует руководствоваться названиями, данными русскими. Последние имеют место только на картах и местным жителям совершенно не известны. Между рекой Синанцей, о которой говорилось выше, и рекой Аохобе тянется невысокий горный хребет, состоящий из кварцевого порфира. От него к морю идёт несколько отрогов, между которыми текут небольшие горные речки, имеющие обычно китайские числительные названия: Турлдагоу, Эрлдагоу, Сандагоу и Сыдагоу.
— В. К. Арсеньев. По Уссурийскому краю.

### Китайская республика и СССР

#### Гражданская война в России и первые мирные годы (1917 - 1926)

Местоположение Тывы на современной карте РФ

В 1916 году, воспользовавшись политической нестабильностью в России, Китай начал подготовку к возвращению Тывы под свой контроль (протекторат России над Тывой был установлен в 1914 году). В 1918 году советская газета «Известия Минусинского Совета» опубликовала большую статью с декларацией об отказе от претензий советской власти на Тыву (Урянхай): «...Советская власть, защитница прав угнетенного человечества... признала за урянхайским народом право определить свою судьбу, а вместе с тем решать также и то, кому должен принадлежать Урянхай – России, Китаю, Монголии или быть самостоятельным государством». В 1919 году Китай ввел войска. В 1921 году была провозглашена Тувинская Народная Республика.
В 1918 - 1919 годах Китайская Республика приняла участие в совместной со странами Антанты военной интервенции в России. В частности, Китайские войска заняли Забайкальск и Иркутск. Китайские войска также зашли во Владивосток (1600 солдат и 700 человек обслуживания).
25 июля 1919 года правительство РСФСР выпустило официальное заявление ("Обращение Совета Народных комиссаров к китайскому народу и правительствам Южного и Северного Китая", также известное как "Первая Декларация Карахана"), согласно которому РСФСР обязуется вернуть Китаю все земли, захваченные царским правительством:

Советское правительство отказалось от всех завоеваний, которые сделало царское правительство, отобрав от Китая Маньчжурию и другие области. Пусть народы, обитающие в этих областях, сами решат, в границах какого государства они желают быть у себя дома.

Но уже к 1923 году Москва начала отрицать сначала отдельные пункты, а затем и сам факт существования Обращения, несмотря на неоднократные требования Китая выполнить его условия согласно переданным Китаю официальным документам.
В 1921 году при содействии советских войск в Монголии произошла Аратская революция, несмотря на официальное признание советскими властями китайского суверенитета над Монголией.
В январе-феврале 1924 года произошло антисоветское Зазейское восстание казаков и крестьян в Благовещенском уезде Амурской области. Восстание было подавлено; больше половины выживших восставших ушло в Китай со своими семьями (по данным ОГПУ — 400 человек).
20 сентября 1924 года СССР и правительство трёх автономных восточных провинций Китайской Республики заключили соглашение о границе. Согласно соглашению (статья 3) стороны согласились провести передемаркацию границы, но до тех пор придерживаться старых границ.

#### Обострение отношений, конфликт на КВЖД (1926 - 1931)

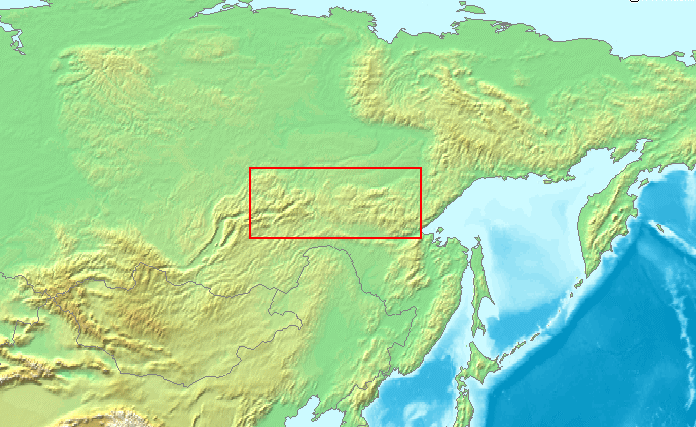
Становой хребет

В 1926 году Китай предложил СССР восстановить границу по Нерчинскому договору, в том числе по вершинам Станового хребта (хребет отделяет Амурскую область от Якутии).
В 1929 году произошел конфликт на Китайско-Восточной железной дороге - военно-политический конфликт за контроль над Китайско-Восточной железной дорогой, совместным советско-китайским предприятием. В 1920—1930-е годы спорные приграничные острова Большой Уссурийский вместе с соседним островом Тарабаровым и окружающими их мелкими островами были «взяты под охрану» советскими войсками. СССР и Китайская Республика разорвали дипломатические и консульские отношения.
В 1929 году при поддержке СССР в независимой Тыве произошел государственный переворот, в результате которого к власти пришли сталинисты.

#### Отношения на фоне вторжения Японии в Китай (1931 - 1945)

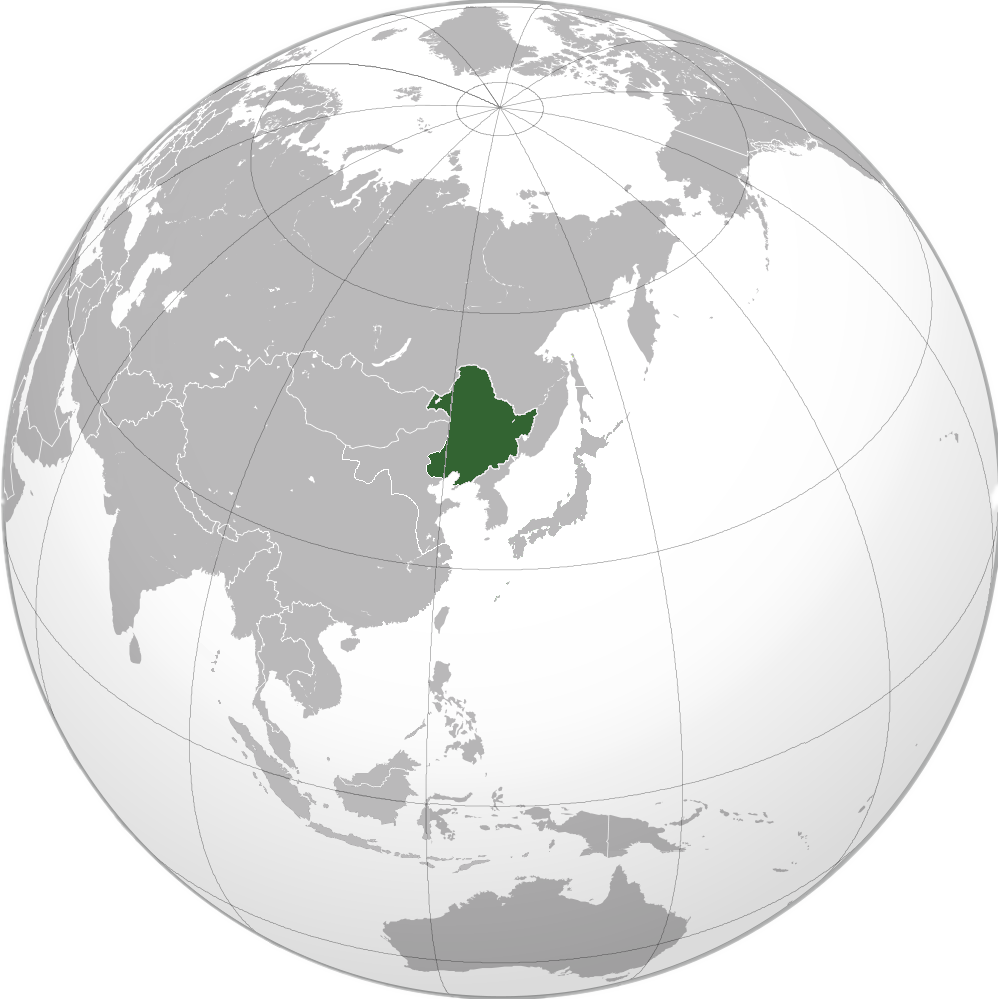
Маньчжоу-го

18 сентября 1931 года японская Квантунская армия начала оккупацию Северо-Восточных провинций Китая. Технологически отсталый и ослабленный внутренними распрями Китай оказался не способным сопротивляться вторжению, и был вынужден заключить соглашение о перемирии с Японией (1933 год, соглашение в Тангу).
В 1932 году СССР и Китай нормализуют отношения, видя в Японии общего врага. При этом этом СССР, опасаясь превосходящей военной мощи Японии, старался поддерживать с ней добрососедские отношения. На подконтрольных Японии территориях (Маньчжоу-го) находилась советская собственность (КВЖД) и советские колониальные поселения (40–45 тыс. человек). Де-юре, СССР не признавал Маньчжоу-го, однако де-факто открыл консульства Маньчжоу-го в Чите и Благовещенске. В 1935 году СССР продал КВЖД оккупационным властям, что вызвало протесты китайского правительства.
В 1936 году СССР ввёл свои воинские подразделения в фактически независимую Монголию, но в то время официально входившую в состав Китая (с чем формально соглашалось и советское руководство).
В июле 1937 года Япония развернула широкомасштабную агрессию против Китая. Уже в августе между СССР и Китаем был заключен договор о ненападении, а в октябре СССР начал поставки оружия Китаю. В 1941 году между СССР и Японией был подписан пакт о нейтралитете; СССР признал "территориальную целостность и неприкосновенность" Маньчжоу-го, что было крайне негативно воспринято китайским руководством.
В 30-е годы в Приморском крае СССР началась форсированная индустриализация и коллективизация сельского хозяйства (что сопровождалось восстаниями в крае). Это привело к миграции на Дальний Восток жителей западных и сибирских районов СССР. Миграция была как добровольной, так и принудительной (депортация заключенных ГУЛАГа). Одновременно с этим сталинское руководство проводили политику этнических и социально-демографических чисток, результатом которых стало выселение нескольких десятков тысяч «неблагонадежных» и «социально-чуждых» лиц. В 1937 — 1938 годах принудительно были депортировано 200 тысяч жителей корейской (в Казахстан и Среднюю Азию) и китайской (в основном в Китай) национальностей. В результате этнических депортаций до конца 80-х годов XX века китайцы и корейцы исчезли из национального состава населения Приморья. В частности, в 1936 году была ликвидирована Миллионка — «китайский квартал» во Владивостоке; китайское население было принудительно депортировано.

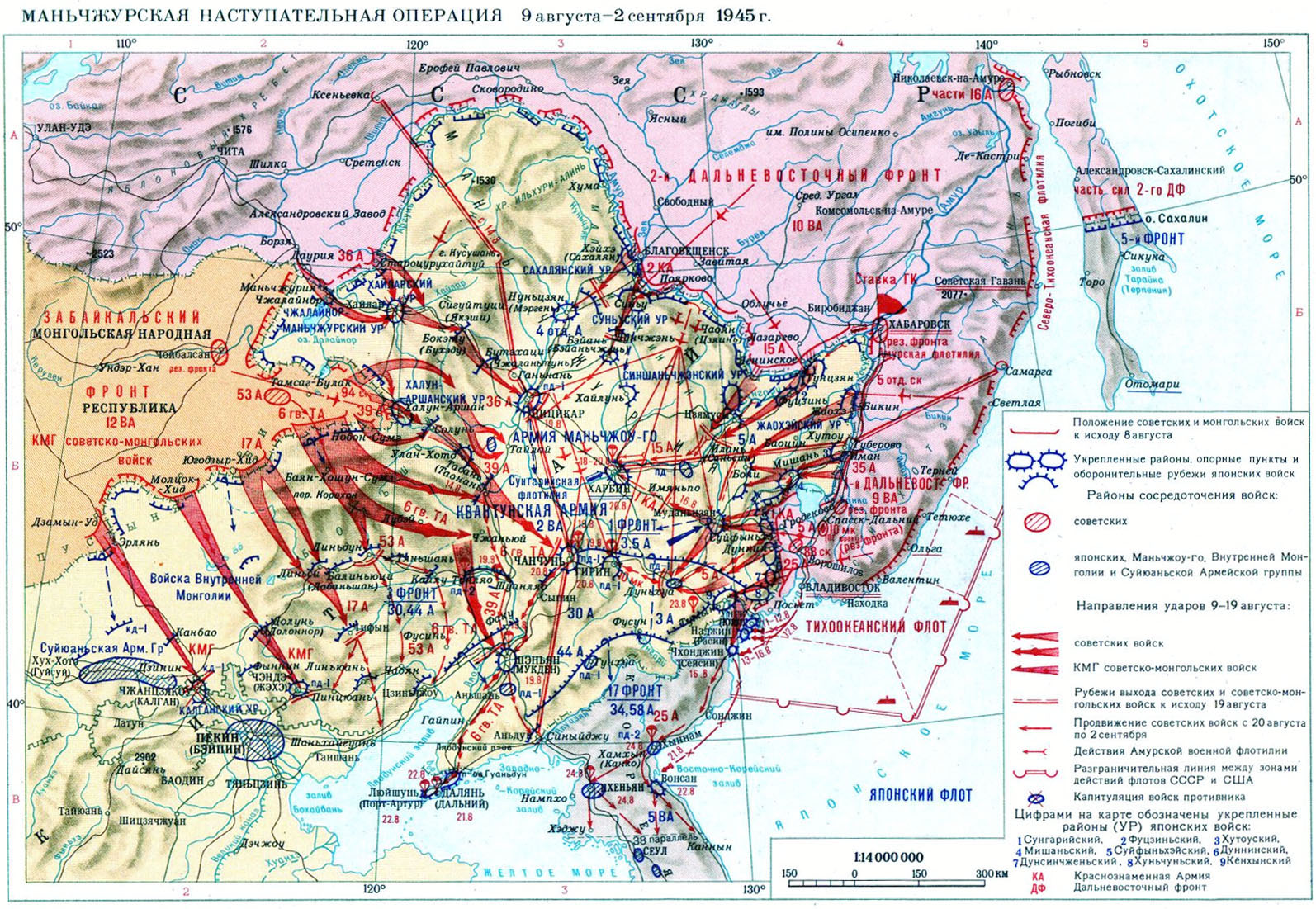
Наступление советских войск в ходе Маньчжурской операции

С 1940-х годов в советской исторической литературе началась цензура первоисточников, свидетельствующих о насильственном характере российского завоевания Сибири и Дальнего Востока.
8 августа 1945 года СССР объявил войну Японии, а 14 августа СССР и Китайская Республика подписали Договор о дружбе и военном союзе. Советско-японская война продлилась меньше месяца, но советские войска оставались на территории Северо-Восточного Китая вплоть до 3 мая 1946 года.

### КНР и СССР

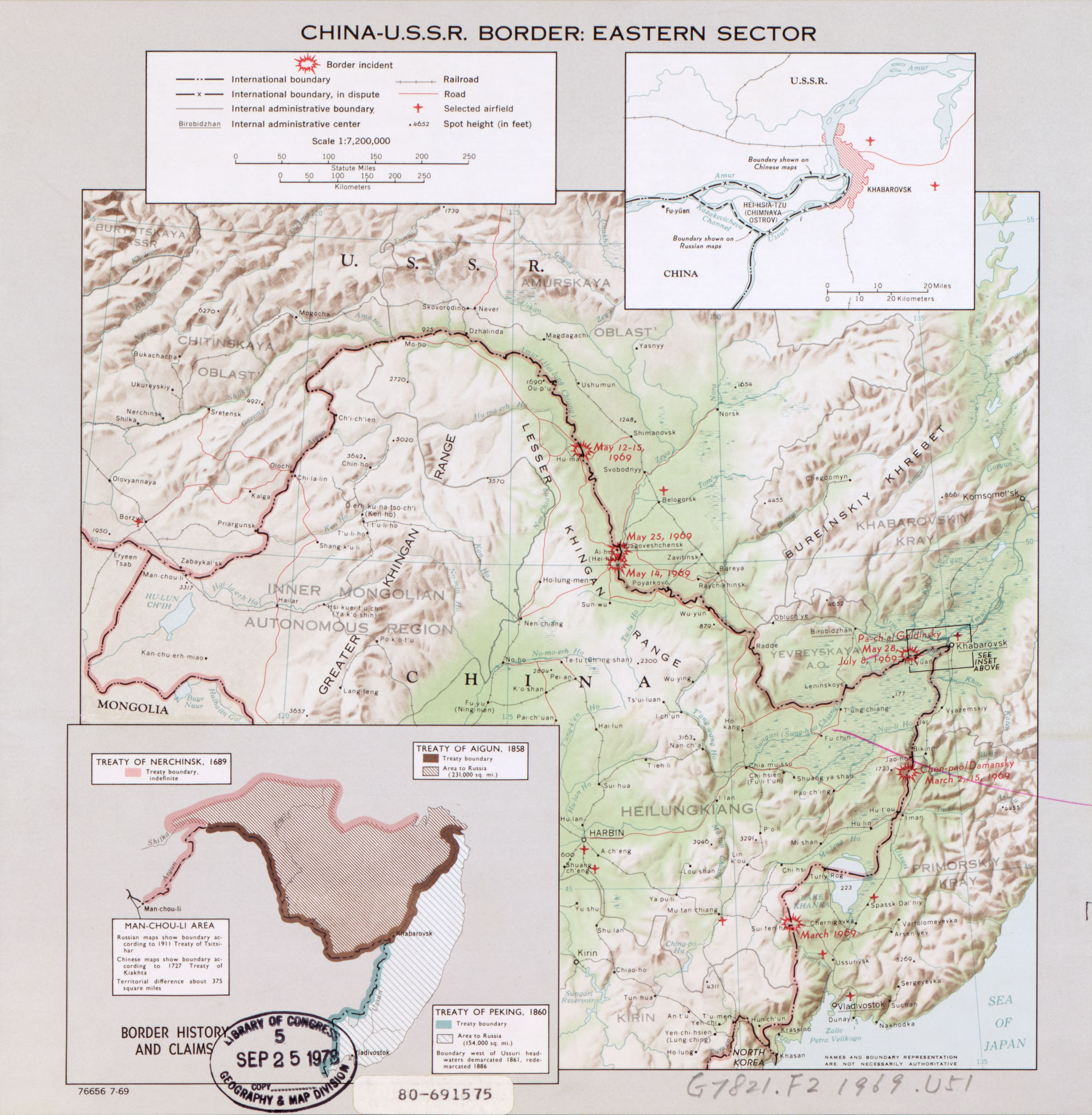
Карта с местами пограничных конфликтов между СССР и КНР на Дальнем Востоке в 1969 году. Конфликты произошли на границе вблизи следующих городов: Шимановск, Благовещенск, Хабаровск, Бикин, Уссурийск

В 1960-х годах цензура исторических работ в СССР была расширена, в связи с попытками маоистского руководства обосновать «исторические права» Китая на дальневосточные земли; особенно тщательно очищались документы, рассказывающие о кровопролитных походах русских на Амур и о сопротивлении местных китайских вассалов.
В 1964 году стороны разработали проект нового соглашения о границе, но документ не подписали. В этом же году на консультациях в Пекине по поводу уточнения прохождения линии границы Китай официально заявил, что Россия благодаря «неравноправным» договорам (Айгуньский, Пекинский, и др.) отторгла у Китая 1540 тыс. кв. км территории.
В связи с территориальными претензиями Китая, в СССР была организована кампания по переименованию географических объектов Дальнего Востока, названия которых имели китайское происхождение, либо ассоциировались с Китаем. Кроме этого, в советской историографии традиционный термин «завоевание Сибири и Дальнего Востока» начали заменять на термин «присоединение», не ассоциирующийся с захватом земель с помощью военной силы.
В период охлаждения советско-китайских отношений началась "ирригационная война" на реке Амур: с помощью ирригационных сооружений стороны пытались изменить течение реки таким образом, чтобы передвинуть границу; одной из целей китайской стороны было превращение спорного острова Большой Уссурийский - в полуостров, сросшийся с китайской территорией.
С середины 1967 года советские пограничники стали патрулировать китайские берега рек Амур и Уссури.
В 1969 году между Китаем и СССР произошёл пограничный конфликт на острове Даманском (находится в 230 км южнее Хабаровска). В ходе столкновений советские войска потеряли убитыми и умершими от ран 58 человек, ранеными 94 человек. В китайской историографии конфликт рассматривается как военная агрессия СССР против Китая.
В 1970-х годах историки КНР в своих работах руководствовались политической целью доказать незаконность захвата «исконных китайских земель» «царскими агрессорами» и неправомерность претензий на эти земли со стороны «советских ревизионистов», аргументируя что бассейн Амура «был издревле землёй Китая».
Как заявил основатель КНР и лидер страны до 1976 года Мао Цзэдун, «Россия захватила слишком много земель… Более 100 лет назад они отрезали земли к востоку от Байкала, включая и Боли (Хабаровск), и Хайшэньвэй (Владивосток), и полуостров Камчатка. Этот счет не погашен, мы еще не рассчитались с ними по этому счету». Мао также заявил что основой для отношений Китая с северным соседом может быть только Нерчинский договор.
Генерал-полковник, бывший заместитель начальника Генерального штаба Вооружённых сил СССР А. А. Данилевич говорил в интервью:

Что касается Л. И. Брежнева и А. А. Гречко, то в 1970-е годы они не столько опасались США, сколько Китая. Наиболее усиленные группировки войск создавались на востоке, и обычные типы оружия в первую очередь поставлялись туда. Почему так? Потому что сознавали: на Западе более трезвые политики и более разумные военные деятели, чем были в Китае.

В 1990 году Академией общественных наук КНР был выпущен четвертый том фундаментального научного труда «История агрессии царской России в Китае». Авторы отмечают, что царская Россия действовала «по принципу военно-феодального империализма» и являлась «инициатором» создания кризисной ситуации, приведшей к «разделу китайской территории».
Советско-китайский договор о границе от 16 мая 1991 года уточнил и обозначил линию российско-китайской границы к востоку от Монголии, за исключением ряда спорных островов.

### КНР и РФ: Цзян Цзэмин и Борис Ельцин
В 1992 году РФ и Китай подписали договор о безвизовом въезде в приграничные города. С 1993 года Указом Президента РФ Бориса Ельцина деятельность китайских рабочих в России ограничилась овощеводством, строительством, торговлей и общественным питанием. Китайские рабочие приглашались на работу сроком до 10 месяцев, с возможностью продления времени работы до 2 лет. В среднем в 90-е годы количество китайских рабочих, привлечённых на работу на Дальний Восток, не превышало 8-10 тыс человек в год, за 1990-е годы на всем Дальнем Востоке осело примерно 700 китайцев.
Проблемы учёта китайских мигрантов в миграционных службах заставили местные власти пересмотреть договор о безвизовом въезде; с 1994 года китайцам на въезд в Россию требовалась виза. В 2000 году был отменен двусторонний закон о бизнес-туризме, нередко использовавшийся китайцами для нелегальной иммиграции.
Указом президента РФ от 7 февраля 1995 г. создана Амурская пограничная речная флотилия в составе пограничных войск Российской Федерации. Однако вскоре указом президента РФ от 7 июня 1998 г. флотилия была расформирована.

### КНР и РФ: Цзян Цзэмин, Ху Цзиньтао и Владимир Путин

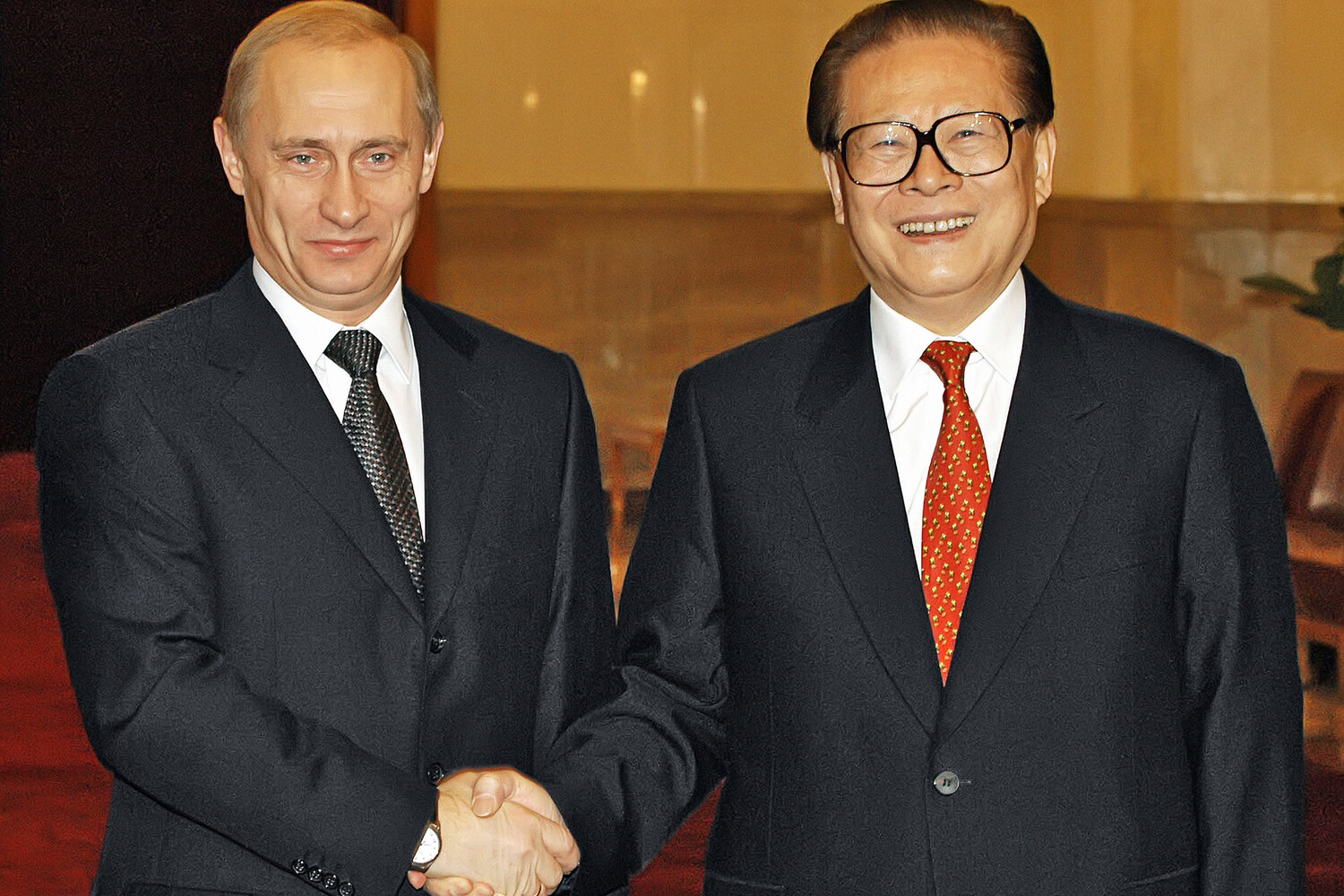
Путин и Цзян Цзэминь, 2002

15 октября 2004 года в Пекине Владимир Путин подписал «Дополнительное соглашение о российско-китайской государственной границе на ее Восточной части», по которому КНР добровольно передаются острова Тарабаров, части Большого Уссурийского острова в Хабаровском крае и остров Большой в Читинской области. В 2005 году жители Хабаровского края попытались провести референдум для оценки изменений границы края, и о доверии президенту, подписавшему соглашение; но Законодательная Дума Хабаровского края отказалась рассматривать документы; а при их повторном направлении отказала в разрешении проводить его.
С 2005 года российскими таможенными и миграционными службами был предпринят ряд мер, ограничивающих китайскую торговлю на Дальнем Востоке, в том числе ограничение провоза багажа через погранпереходы, сокращение китайского безвизового туризма и ограничение иностранной торговли на открытых рынках. За 2005 год Россия выдала китайцам 800 тысяч виз.
14 октября 2008 года по окончании демаркации российско-китайской границы острова Тарабаров, Виноградов, Корейский, Ромашкин и часть острова Большого Уссурийского были переданы Китаю.
В 2009-2013 году Китай провел серию военных учений, отрабатывающих крупномасштабные сухопутные наступательные операции в условиях, соответствующих условиям приграничных российских территорий на Дальнем Востоке. В 2010 году Государственная океаническая администрация Китая опубликовала статью, в которой заявила что "Северный Ледовитый океан не является задворками какой-либо страны и не является «частной собственностью» прибрежных государств Северного Ледовитого океана".
В 2008–2014 годах российские военные изучали военный сценарий, основанный на гипотетическом вторжении китайских войск в дальневосточные регионы России. По сценарию, Китай организовывает столкновения протестующих с полицией на Дальнем Востоке, после чего отправляет туда диверсантов для скрытого нападения на инфраструктуру безопасности, и размещает армейские подразделения на границе, обвиняя Россию в "геноциде". В качестве ответной меры российские военные предложили применить против вражеских войск тактическое ядерное оружие. Владимир Путин заявил об угрозе китайской миграции в регион: «если в ближайшем будущем мы не предпримем практические шаги для развития Дальнего Востока, в течение нескольких десятилетий российское население будет говорить на китайском, японском и корейском».
В 2010-2012 годах с китайской стороны к спорному приграничному острову Большой Уссурийский был построен мост "Усу". А в 2011-2013 годах к острову был построен российский мост.

### КНР и РФ: Си Цзиньпин и Владимир Путин

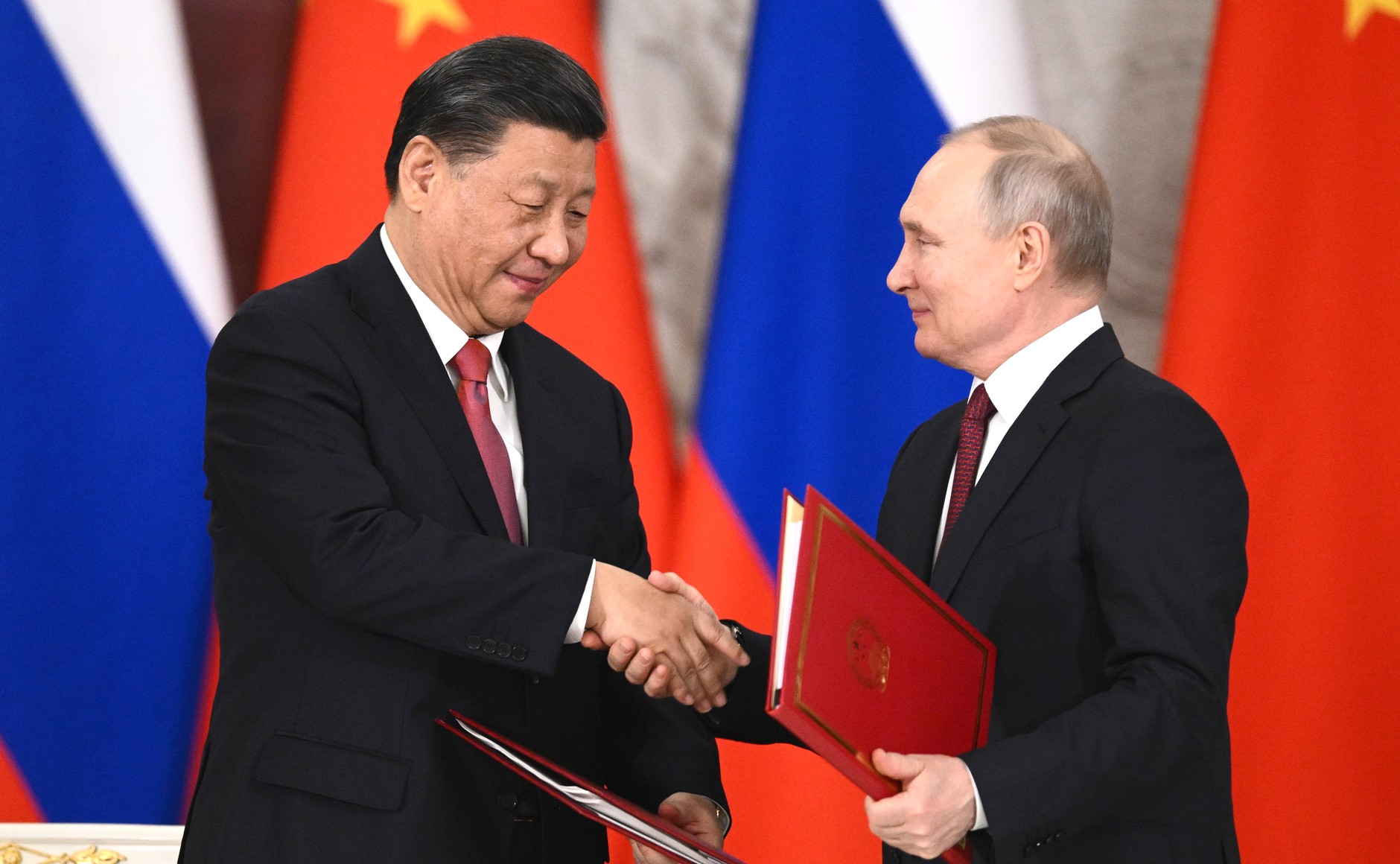
Си Цзиньпин и Путин, 2023

В декабре 2014 года в РФ был принят закон «О территориях опережающего социально-экономического развития в Российской Федерации» N 473-ФЗ, открывший широкие перспективы для ведения хозяйственной деятельности в РФ для китайских компаний на Дальнем Востоке.

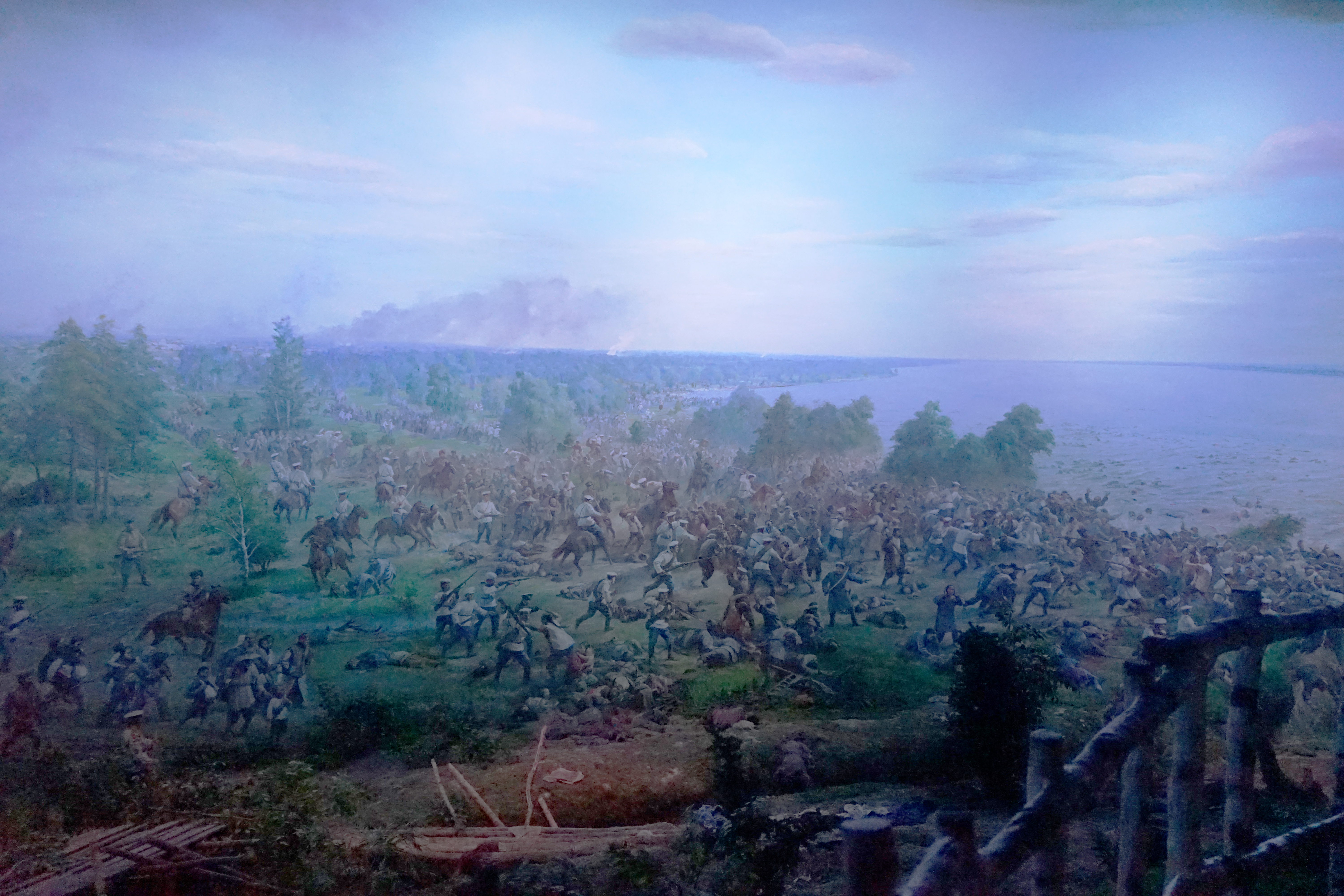
Панорама "Благовещенская резня" в Айгуньском историческом музее

В 2015 году, Китай вернул историческое название поселку Айгунь, в котором был подписан Айгуньский договор. Согласно официальным анонсам, решение о переименовании принято, чтобы навечно сохранить память о "горькой и болезненной истории". Анонсы сопровождались официальными комментариями об унизительном для Китая характере Айгунского договора. В поселке действует Айгуньский исторический музей, посвященный договору, массовому убийству китайцев в Благовещенске, и другим нелицеприятным событиям из истории российско-китайских отношений. Музей закрыт для туристов из России. В 2020 году на базе музея был создан образовательный центр патриотического воспитания китайских военных.
В 2017 году были опубликованы планы о перекачке воды из озера Байкал в Китай, для решения проблемы дефицита пресной воды в Китае (Китай имеет 20% мирового населения, но располагает всего 7% запасов воды).

Северный морской путь (обозначен синим)

В январе 2018 года Информационное бюро Госсовета Китая выпустило доклад с описанием главных приоритетов Китая в Арктике:
- Безопасность (安全): Арктика имеет решающее значение для ядерного сдерживания.
- Ресурсы (资源): Китай хочет получить доступ к арктическим полезным ископаемым и углеводородам, рыболовству, туризму и транспортным маршрутам.
- Стратегическая наука и техника (科技): доступ к Арктике необходим для развертывания глобальной навигационной системы Beidou, имеющей решающее значение для управления войсками и ведения кибервойны.

14 февраля 2023 года Министерство земельных и природных ресурсов КНР опубликовало новые требования к китайским картам. Согласно требованиям, для восьми населённых пунктов российского Дальнего Востока наряду с современными их китайскими названиями в скобках должны указываться их исторические китайские названия, причём это требование не относится к китайским картам на пиньинь и иностранном языке. В частности, Владивосток на картах должен обозначаться как 符拉迪沃斯托克 (海参崴). Кроме Владивостока, переименованию подверглись: Уссурийск (Шуанчэнцзы), Хабаровск (Боли), Благовещенск (Хайланьбао), острове Сахалин (Куэдао), Нерчинск (Нибучу), Николаевск-на-Амуре (Мяоцзе), Становой хребет (Вайсинань-Лин).

остров Большой Уссурийский

28 августа 2023 года стало известно что Государственный картографический сервис Китая включил весь Большой Уссурийский остров в официальную территорию Китая, несмотря на то что согласно двухстороннему договору, остров разделен между Россией и КНР. Кроме того, сам остров был отдельно указан как самая восточная точка Китая. Остров входит в городскую черту Хабаровска. На острове находится российский посёлок Уссурийский, а также укрепленный район, который в случае нападения китайцев должен удерживать противника у Хабаровска. Китай и Россия ведут борьбу за принадлежность острова еще с 19-го века.
В 2025 году газета The New York Times опубликовала украденный внутренний документ 7-й службы ФСБ, написанный в конце 2023 - начале 2024 годов. В документе анализируется китайская угроза для России, в том числе шпионаж за арктическими проектами и планы по захвату дальневосточных территорий.

### Исторические карты региона

1602. Китайская карта Евразии
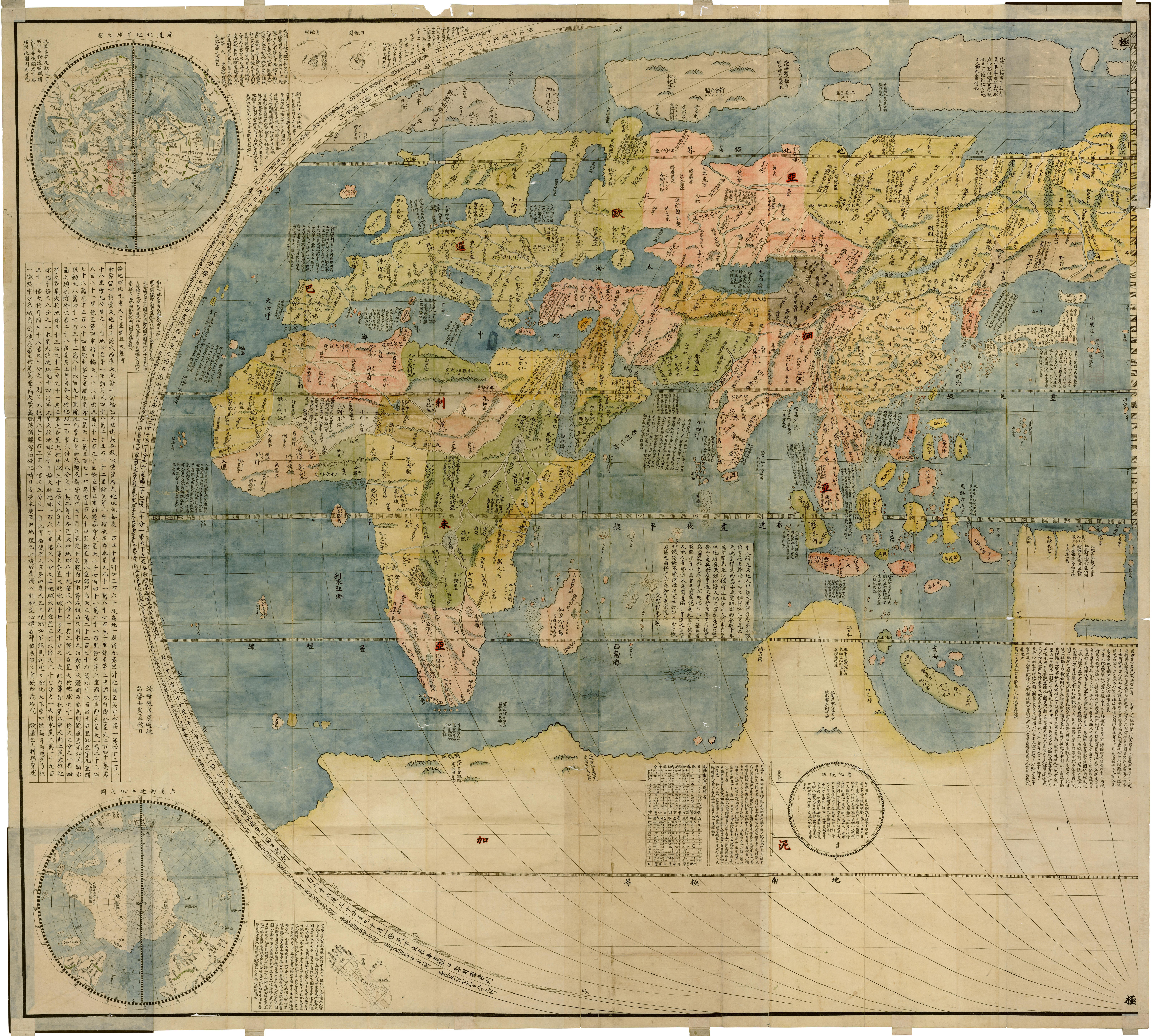
17-й век. Китайская карта Евразии
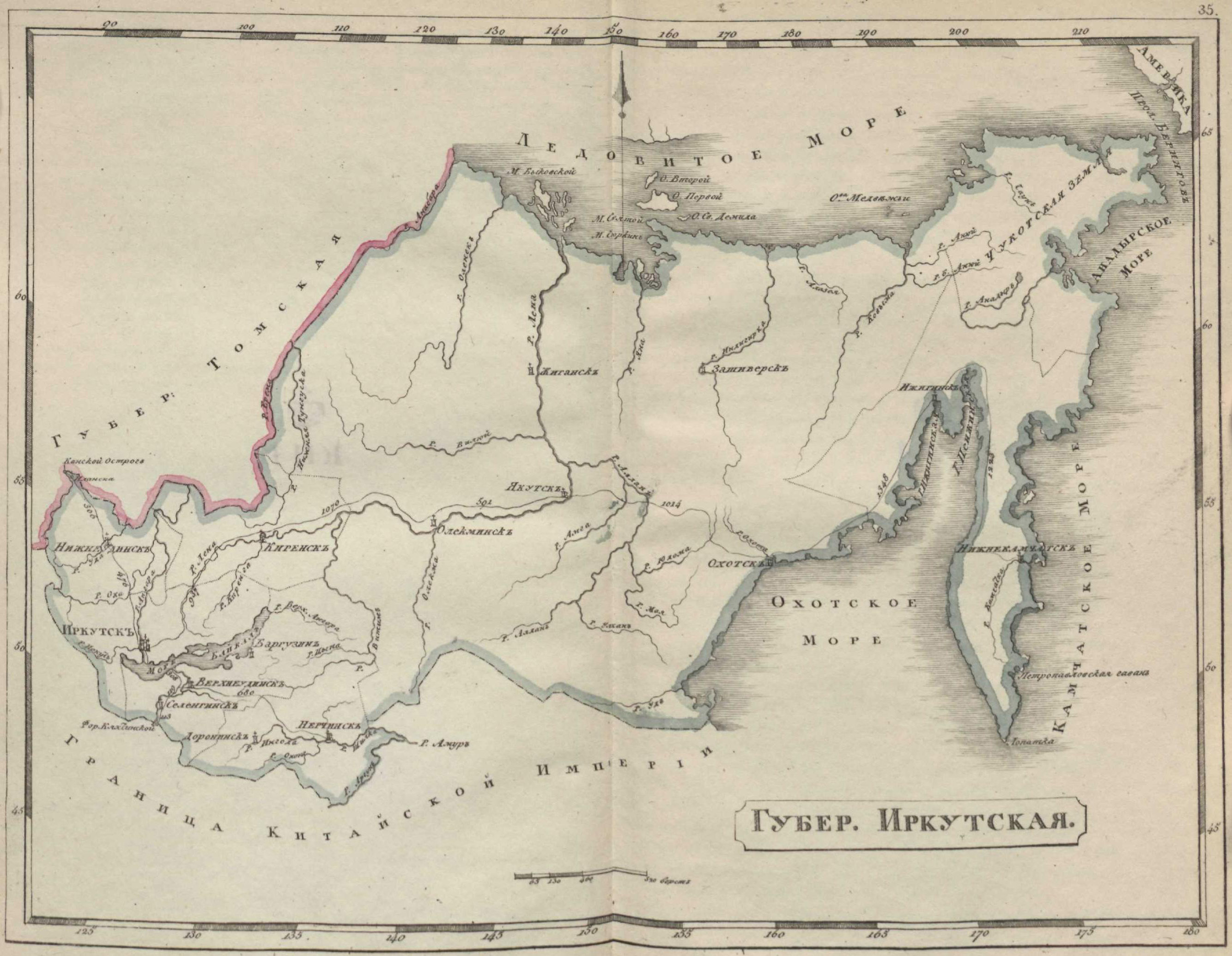
1808. Российская карта Иркутской губернии. Граница с Китайской империей пролегает северней Приамурья
1810. Российская карта Иркутской губернии
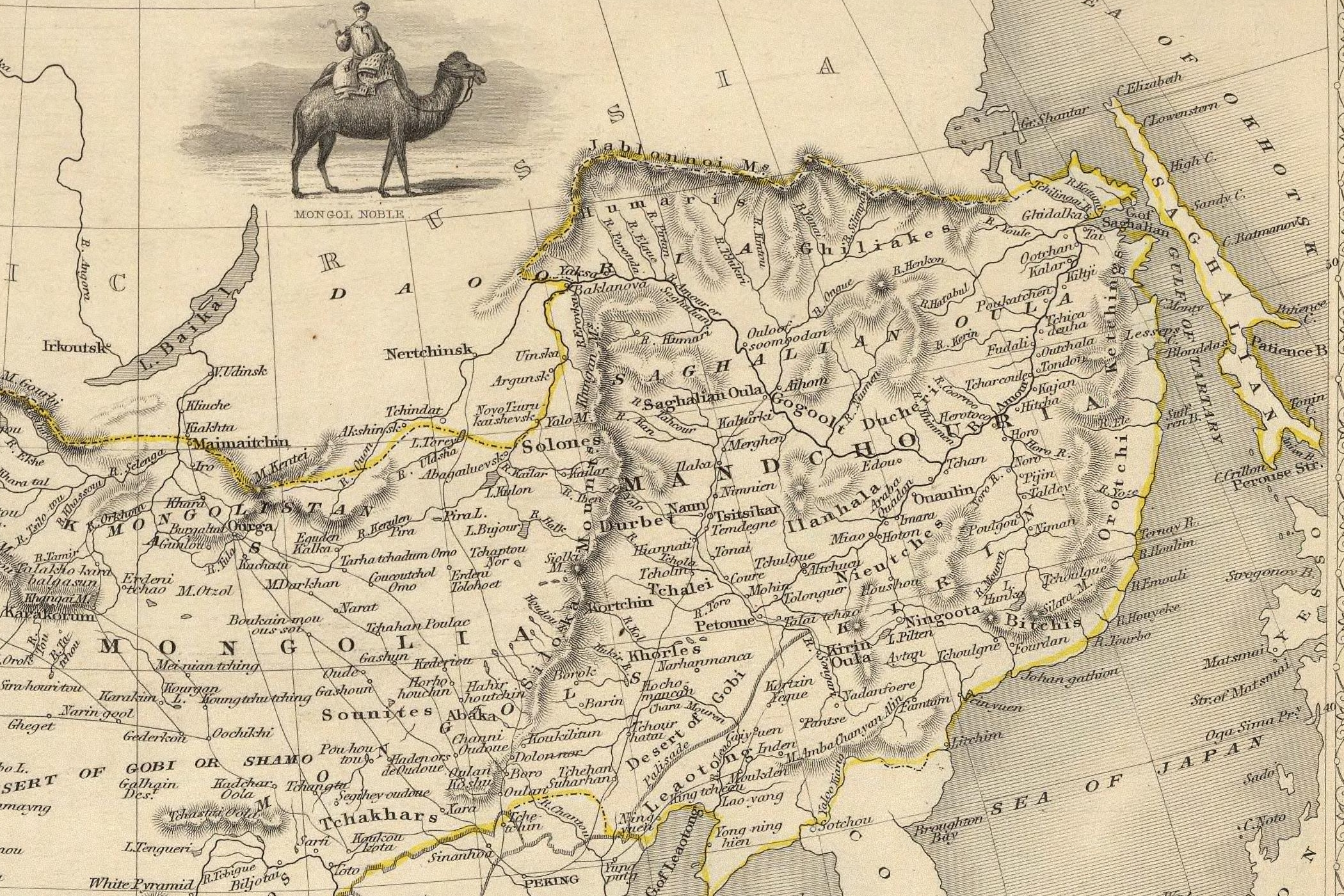
1851. Британская карта региона
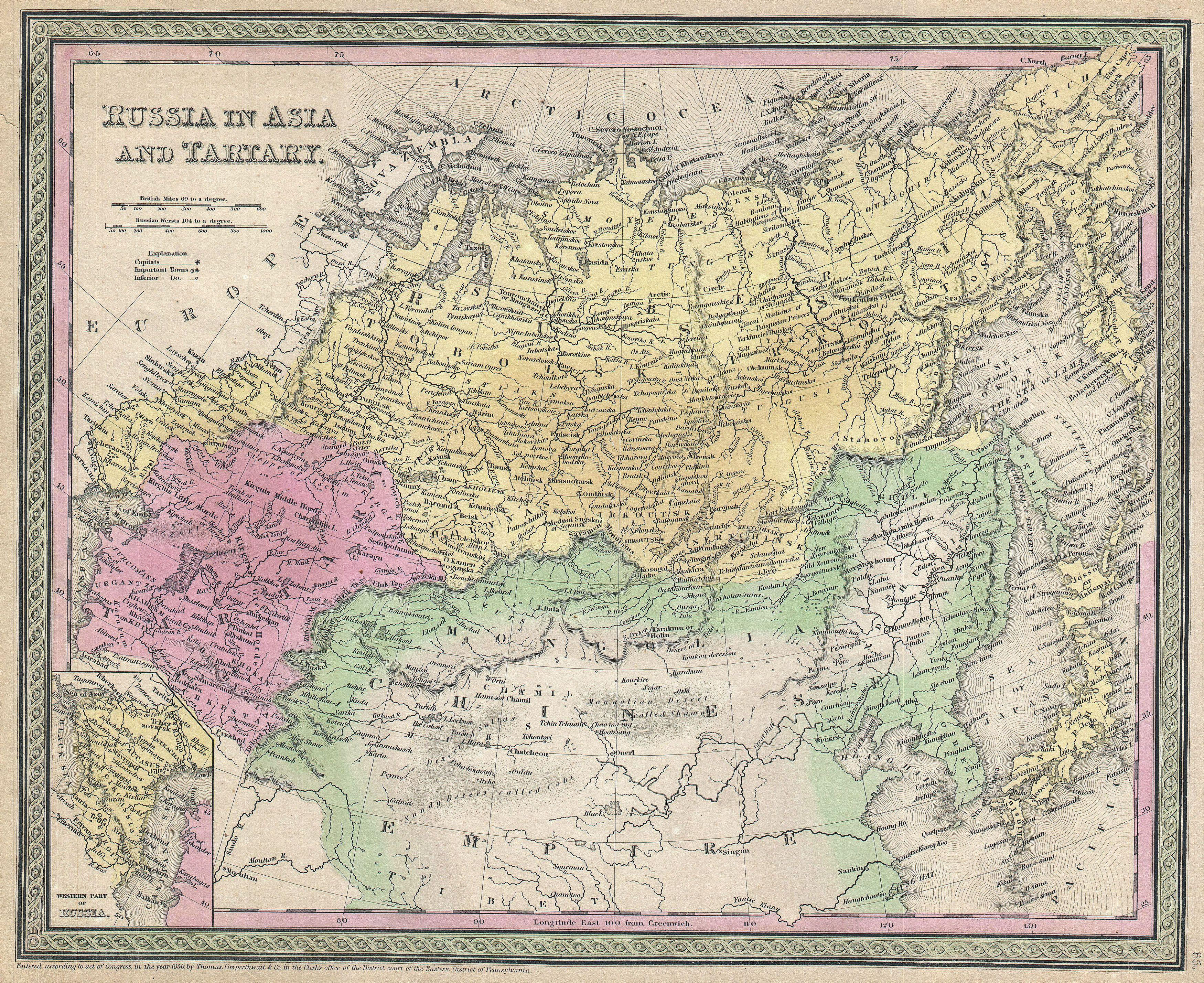
1853. Американская карта региона
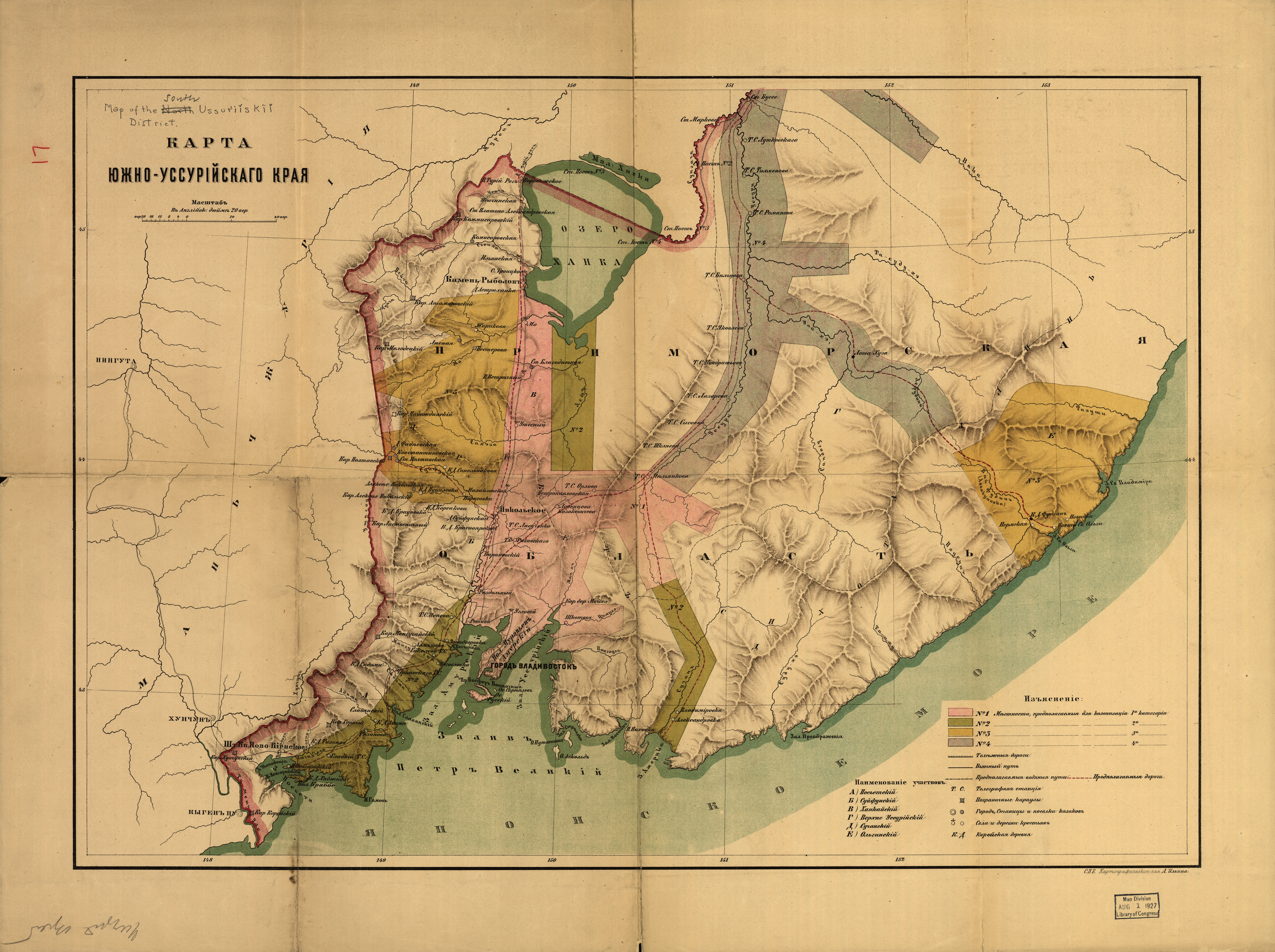
1870-е. Российская карта Южно-Уссурийского края с указанием местностей, предполагаемых для колонизации
1874. Российская карта Дальнего Востока и Арктики
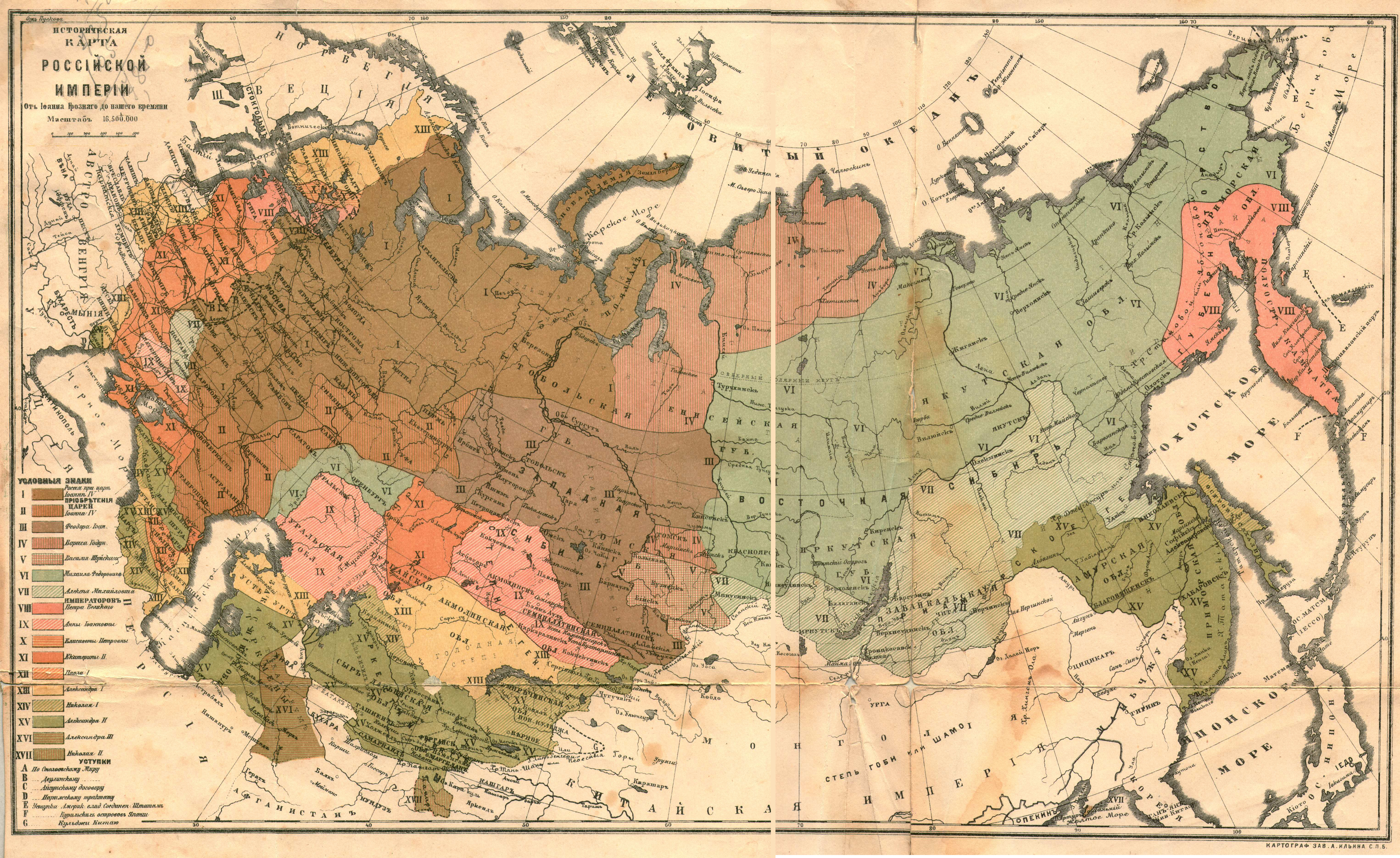
1890. Российская карта территориального роста Российского государства
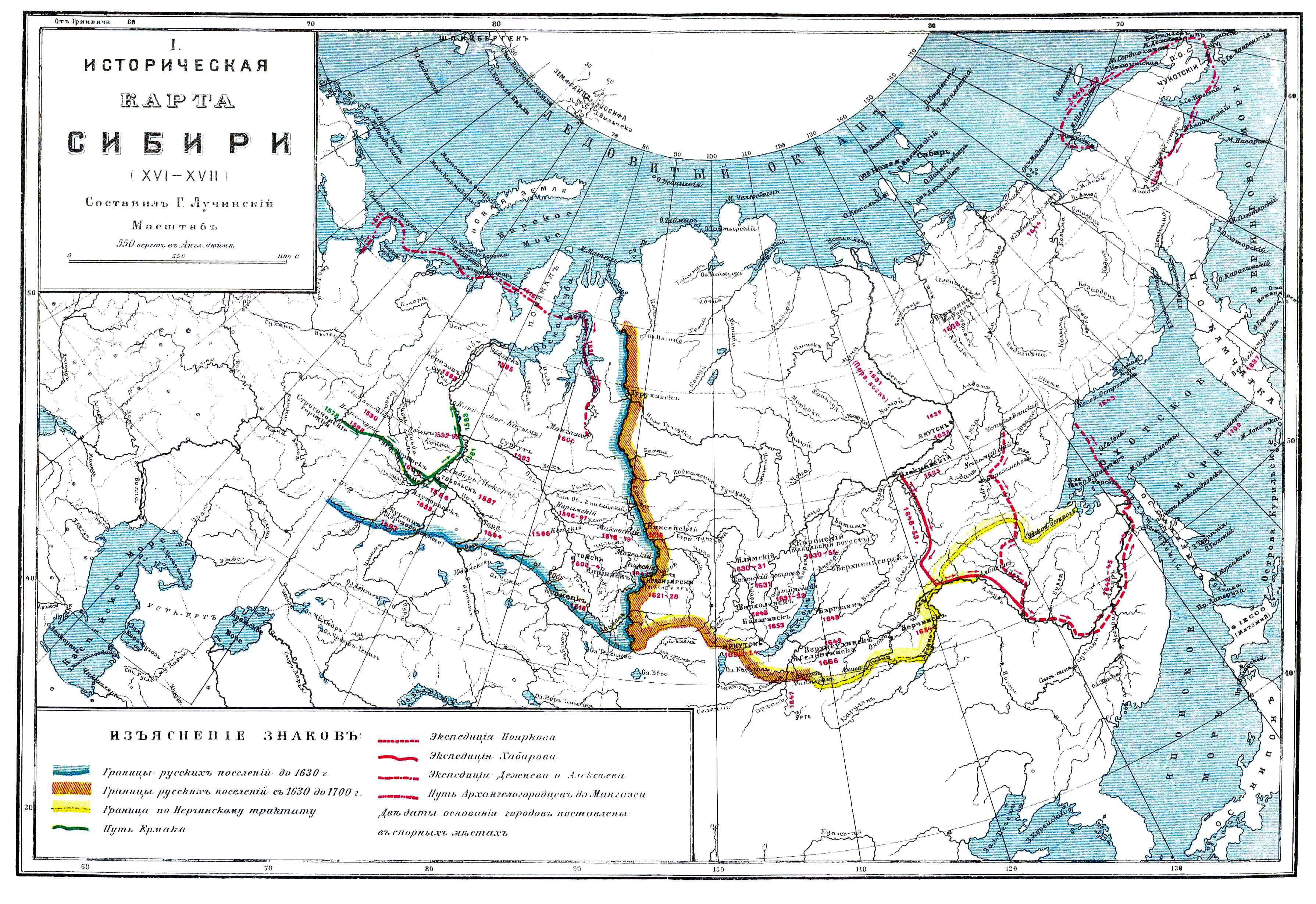
1900. Российская карта исторических границ в регионе, в том числе по Нерчинскому договору
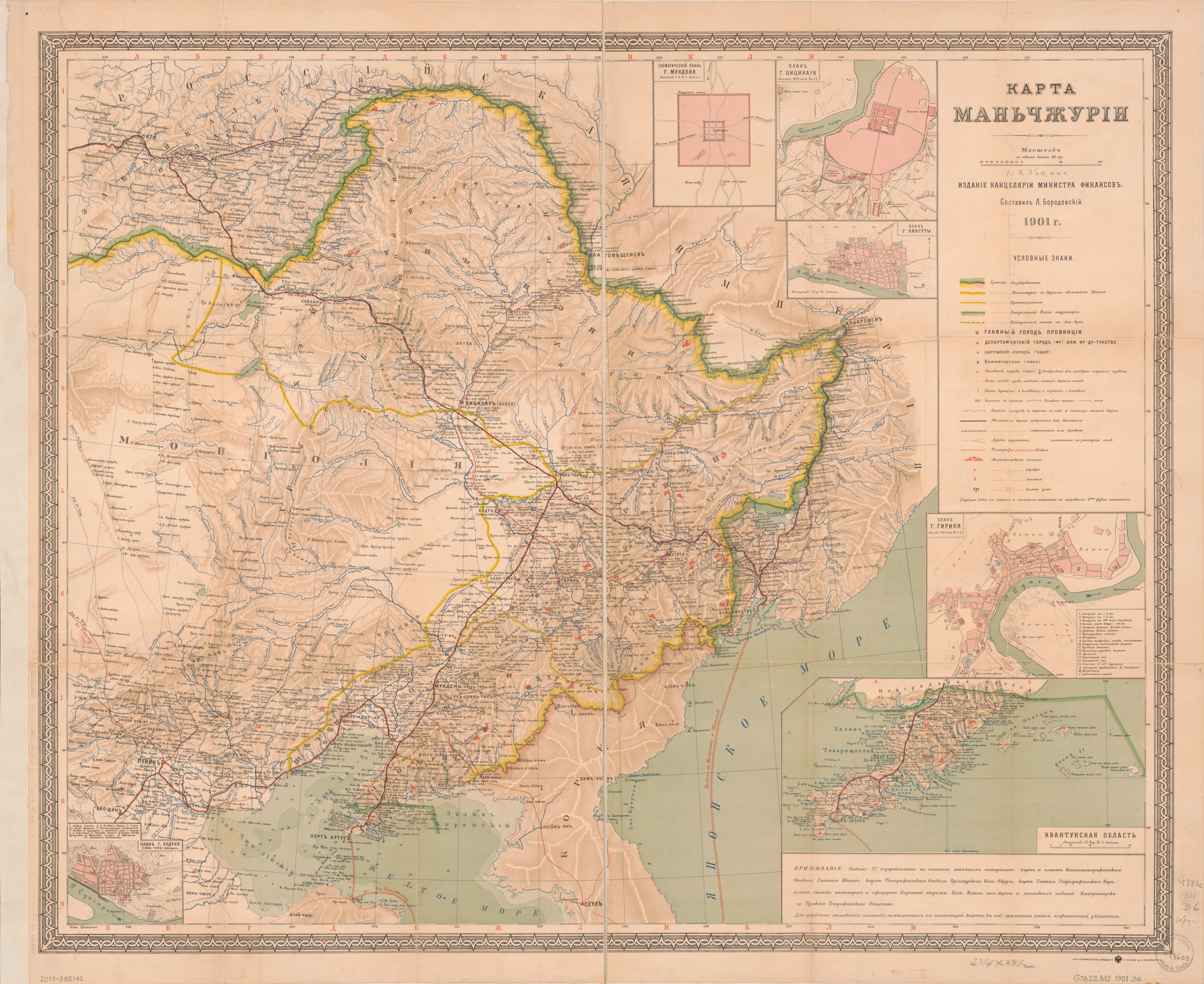
1901. Российская карта Маньчжурии
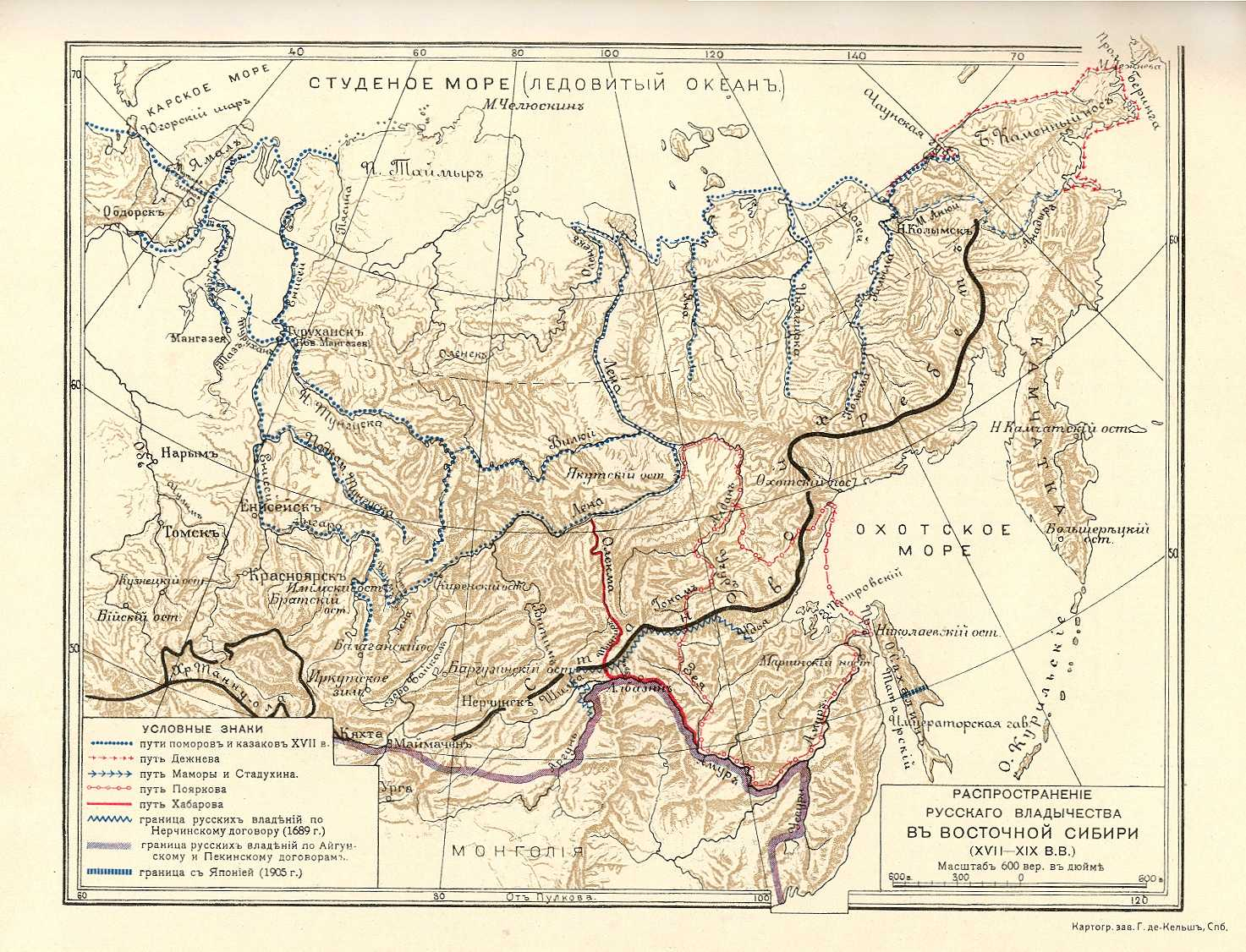
1914. Российская карта присоединения Восточный Сибири в XVII-XIX веках

### Историография
Ряд специалистов отмечает, что — несмотря на декларируемое достигнутое соглашение о российско-китайской границе — китайская сторона, по сути, не считает существующее положение окончательным и приемлемым для себя; а полностью контролируемые государством китайские СМИ, работающие внутри страны, продолжают утверждать, что значительная часть территории нынешнего Дальнего Востока РФ была ранее отторгнута от Китая в результате «неравноправных договоров» (то есть — что её нужно вернуть). Как заявил лидер КНР Дэн Сяопин: «Во второй половине XIX века царская Россия вынудила правителей Цинской династии Китая заключить целый ряд неравноправных договоров. Таким образом, царская Россия захватила в общей сложности свыше полутора миллионов кв. км китайской территории».
В китайских учебниках истории земли на Дальнем Востоке России называются "историческими владениями династии Цин". В российских школьных учебниках авторы избегают темы присоединения китайских земель.
В современной китайской историографии, даже Нерчинский договор (по которому Россия признала Приамурье китайским), рассматривается как уступка с китайской стороны. Одновременно с этим, договор рассматривается как победа над русскими, покусившимися на исконно китайские земли. К примеру, в 2015 году провластная китайская газета Wen Wei Po опубликовала статью о том, что Россия заняла 1,6 млн. квадратных километров китайских земель, которые следует вернуть, даже если для этого потребуется ускорить распад России.
Обсуждаемые в китайских исторических работах отторгнутые "исконные китайские земли" не ограничиваются Приамурьем, а простираются вплоть до полярных регионов Сибири.

## Население

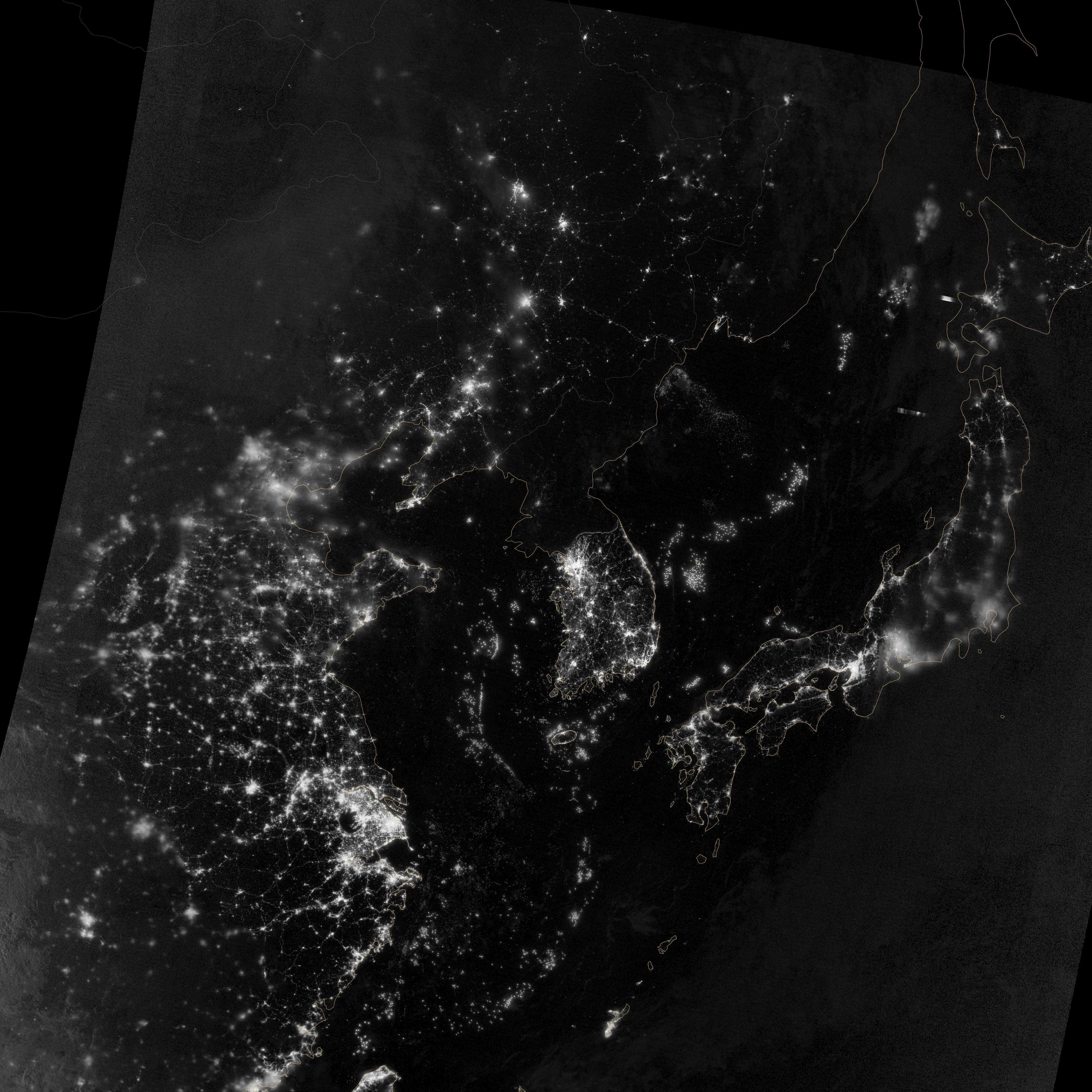
Ночной спутниковый снимок Северо-Восточного Китая и российского Приморья

По данным на 2010-2012 годы, Дальневосточный федеральный округ – это треть (36%) площади России, на которой проживает всего 4% населения России, или 6 млн. человек, с тенденцией к сокращению; при этом численность населения Северо-Восточного Китая (провинции Ляонин, Цзилинь, Хэйлунцзян) составляет 120 млн.
Вблизи границы с КНР на российской стороне Приморья проживает около 2,6 миллиона человек, а на китайской - свыше 85 миллионов, с многократно большей плотностью населения.

## Экономика

Железные дороги Приамурья, в том числе Китайско-Восточная железная дорога

С 1903 года действует Китайско-Восточная (ныне -  Харбинская) железная дорога, соединяющая Читу и Владивосток через китайский Харбин. В 2022 году году началось железнодорожное сообщение по новому мосту Нижнеленинское — Тунцзян через Амур.
Регион входит в Международную азиатскую сеть автомагистралей. Китай и Россию соединяют следующие основные маршруты:
- AH3 Улан-Удэ — Улан-Батор (Монголия) — Пекин — Тангу
- AH6 Чита — Борзя — Харбин — Уссурийск — Владивосток — Находка
- AH31 Белогорск — Благовещенск — Хэйхэ — Харбин — Шэньян — Далянь

Ключевую экономическую роль играют три погранперехода, в связи с тем что с китайской стороны поблизости расположены крупнейшие зоны свободной торговли:
- Маньчжурия (Автономный регион Внутренней Монголии) — Забайкальск (Забайкальский край)
- Хэйхэ (Хэйлунцзян) — Благовещенск (Амурская область)
- Суйфэньхэ (Хэйлунцзян) — Гродеково (Приморский край).

Через регион проходят несколько ключевых для Китая нефтепроводов, в том числе Сибирь—Тихий океан (ВСТО-1), идущий до нефтеналивного порта Козьмино в заливе Находка. Китай активно участвует в проектах по добыче сжиженного природного газа в Арктике.
В российском Дальневосточном федеральном округе действует 17 ТОРов - особых экономических зон с льготными условиями для иностранных инвесторов, в первую очередь китайских. В том числе: ТОР «Курилы», ТОР «Южная», ТОР «Забайкалье», ТОР «Краснокаменск», ТОР «Михайловский», ТОР «Большой Камень», ТОР «Хабаровск». Кроме этого, в ряде российских приграничных городов имеются официальные китайские представительства, оказывающие экономическую и юридическую поддержку местному китайскому населению, в том числе в следующих городах: Благовещенск, Владивосток, Уссурийск, Хабаровск.

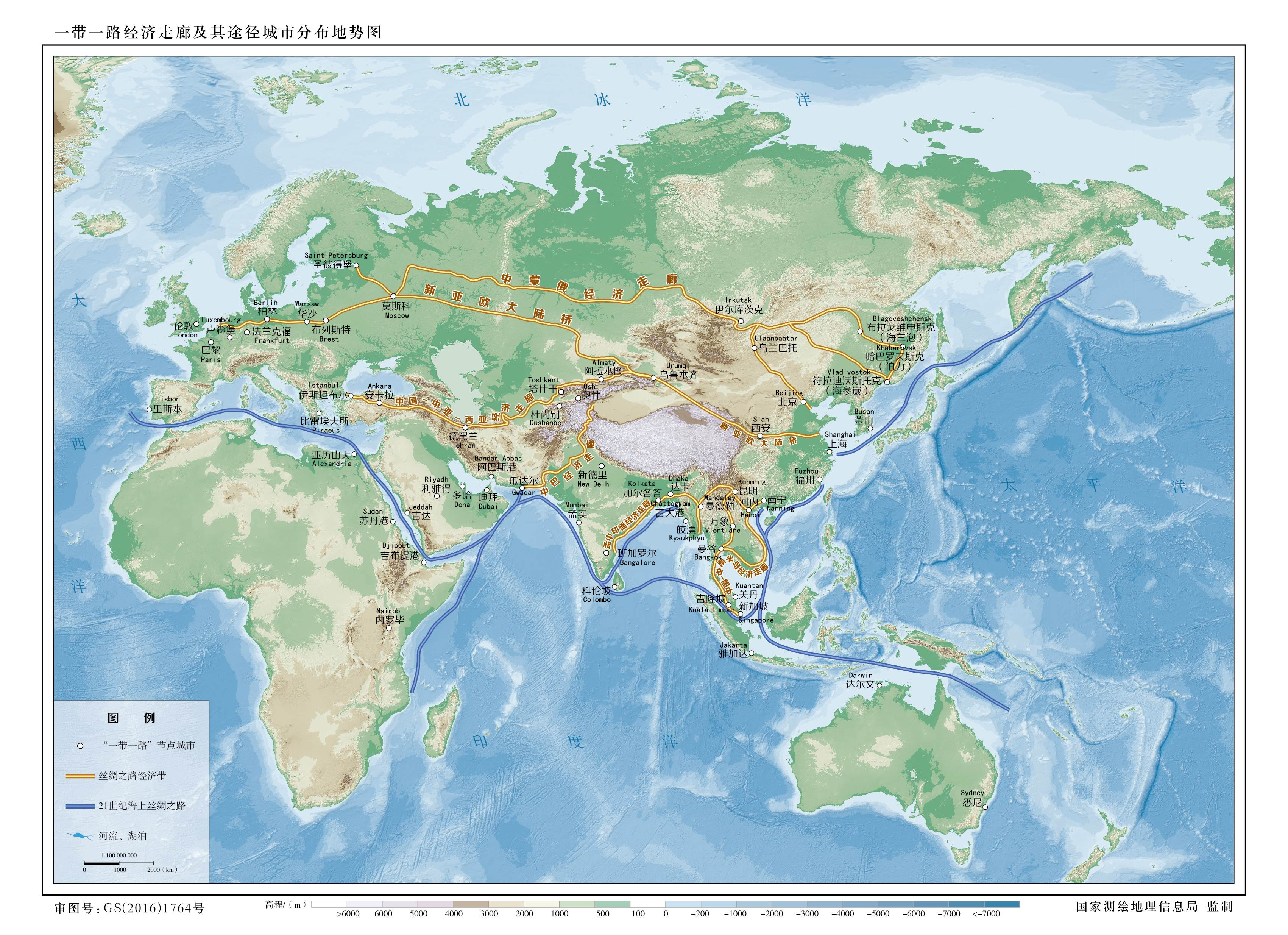
Китайский проект "Пояс и путь". Дальневосточная его часть включает Владивосток, Хабаровск, Благовещенск

Китайское правительство поощряет активность китайского бизнеса в российских приграничных регионах. Большая часть приезжих китайцев предпочитают заниматься индивидуальной предпринимательской деятельностью или работать на китайском предприятии.
Лесопилки и лесные склады, принадлежащие китайцам, играют ключевую роль в распространении незаконных рубок в регионе. Причём в этом бизнесе не последнее место занимают представители китайских ОПГ.
В мае 2023 года Главное таможенное управление Китая добавило порт Владивосток в качестве транзитного для товаров внутренней китайской торговли. Благодаря этому, Китай сможет вывозить товары из своих северных регионов во Владивосток (до него около 200 км), а оттуда — по морю в южные регионы КНР. По данным от 2015 года, Китай играет ключевую роль в экономике Владивостока, занимая 45% всего внешнеторгового оборота. Через Владивосток проходит международный транспортный коридор «Приморье-1», существующий для контейнерных перевозок между северными провинциями Китая и странами Азиатско-Тихоокеанского региона. Маршрут соединяет город с китайскими Харбином и Суйфэньхэ железнодорожными и автодорогами. За 2015 год по нему было перевезено товаров общим весом 835,5 тонны брутто.
По данным от 2017 года, большинство иностранных туристов в Приморском крае - китайцы; за год в край приехало 420 тысяч китайских туристов.